# Liste der Biografien/Morg
Liste der Biografien |
Portal Biografien |
Personensuche
# |
A |
B |
C |
D |
E |
F |
G |
H |
I |
J |
K |
L |
M |
N |
O |
P |
Q |
R |
S |
T |
U |
V |
W |
X |
Y |
Z |
?
 
Ma |
Mb |
Mc |
Md |
Me |
Mf |
Mg |
Mh |
Mi |
Mj |
Mk |
Ml |
Mm |
Mn |
Mo |
Mp |
Mq |
Mr |
Ms |
Mt |
Mu |
Mv |
Mw |
Mx |
My |
Mz
 
Moa |
Mob |
Moc |
Mod |
Moe |
Mof |
Mog |
Moh |
Moi |
Moj |
Mok |
Mol |
Mom |
Mon |
Moo |
Mop |
Moq |
Mor |
Mos |
Mot |
Mou |
Mov |
Mow |
Mox |
Moy |
Moz
 
Mora |
Morb |
Morc |
Mord |
More |
Morf |
Morg |
Morh |
Mori |
Mork |
Morl |
Morm |
Morn |
Moro |
Morp |
Morr |
Mors |
Mort |
Moru |
Morv |
Morw |
Mory |
Morz
Die Liste der Biografien führt alle Personen auf, die in der deutschsprachigen Wikipedia einen Artikel haben. Dieses ist eine Teilliste mit 499 Einträgen von Personen, deren Namen mit den Buchstaben „Morg“ beginnt.

## Morg
- Morg, Friedrich (1867–1936), deutscher Richter

### Morga
- Morga Iruzubieta, Celso (* 1948), spanischer römisch-katholischer Geistlicher, emeritierter Erzbischof von Mérida-Badajoz

#### Morgad
- Morgades Besari, Trinidad (1931–2019), äquatorialguineische Politikerin und Hochschullehrerin
- Morgado, António (* 2004), portugiesischer Radrennfahrer
- Morgado, Diogo (* 1981), portugiesisches Model, Filmschauspieler und Filmregisseur
- Morgado, Doris (* 1981), venezolanische Schauspielerin
- Morgado, José Casimiro, portugiesischer Jurist und Sicherheitsbeamter
- Morgado, Paulo (* 1972), portugiesischer Handballspieler
- Morgado, Sérgio (* 1974), portugiesischer Handballspieler

#### Morgag
- Morgagni, Giovanni Battista (1682–1771), italienischer Arzt, Anatom und Begründer der modernen Pathologie

#### Morgal
- Morgalla, Leandro (* 2004), deutscher FußballspielerLeandro Morgalla (* 2004)

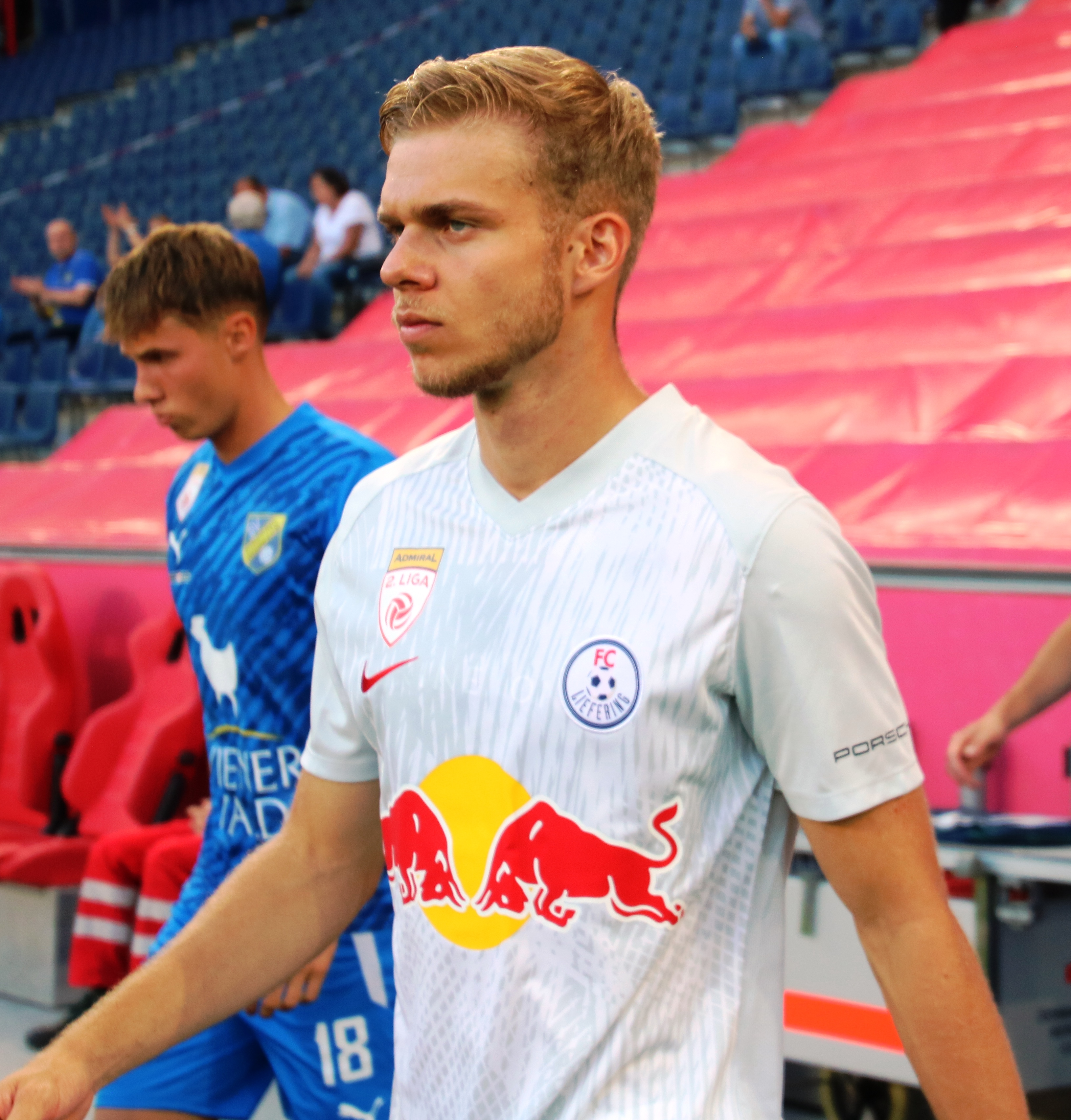
Leandro Morgalla (* 2004)

#### Morgan
- Morgan († 1217), englischer Geistlicher, gewählter Bischof von Durham
- Morgan (* 1972), italienischer Musiker

###### Morgan A
- Morgan ab Owain († 1158), walisischer König und Lord of Caerleon
- Morgan ap Caradog, Lord von Afan (Südwales)
- Morgan ap Hywel, walisischer Lord of Caerleon
- Morgan ap Maredudd († 1331), walisischer Rebell

###### Morgan C
- Morgan Casey, Luis (1935–2022), US-amerikanischer Geistlicher, römisch-katholischer Bischof und Apostolischer Vikar von Pando in Bolivien

###### Morgan F
- Morgan Fychan († 1288), Lord von Afan (Südwales)

###### Morgan G
- Morgan Gam († 1241), Lord von Afan (Südwales)

###### Morgan W
- Morgan Wells, David (1959–2013), US-amerikanischer Romanist und Neolatinist

##### Morgan, A – Morgan, Z

###### Morgan, A
- Morgan, Abi (* 1968), britische Dramatikerin und Drehbuchschreiberin
- Morgan, Agnes Fay (1884–1968), US-amerikanische Chemikerin und Ernährungswissenschaftlerin
- Morgan, Al (1908–1974), US-amerikanischer Jazzbassist
- Morgan, Alan (1909–1984), US-amerikanischer Segler
- Morgan, Alan (1940–2011), anglikanischer Bischof von Sherwood
- Morgan, Alasdair (* 1945), schottischer Politiker (Scottish National Party), Mitglied des House of Commons
- Morgan, Alex (* 1989), US-amerikanische FußballspielerinAlex Morgan (* 1989)

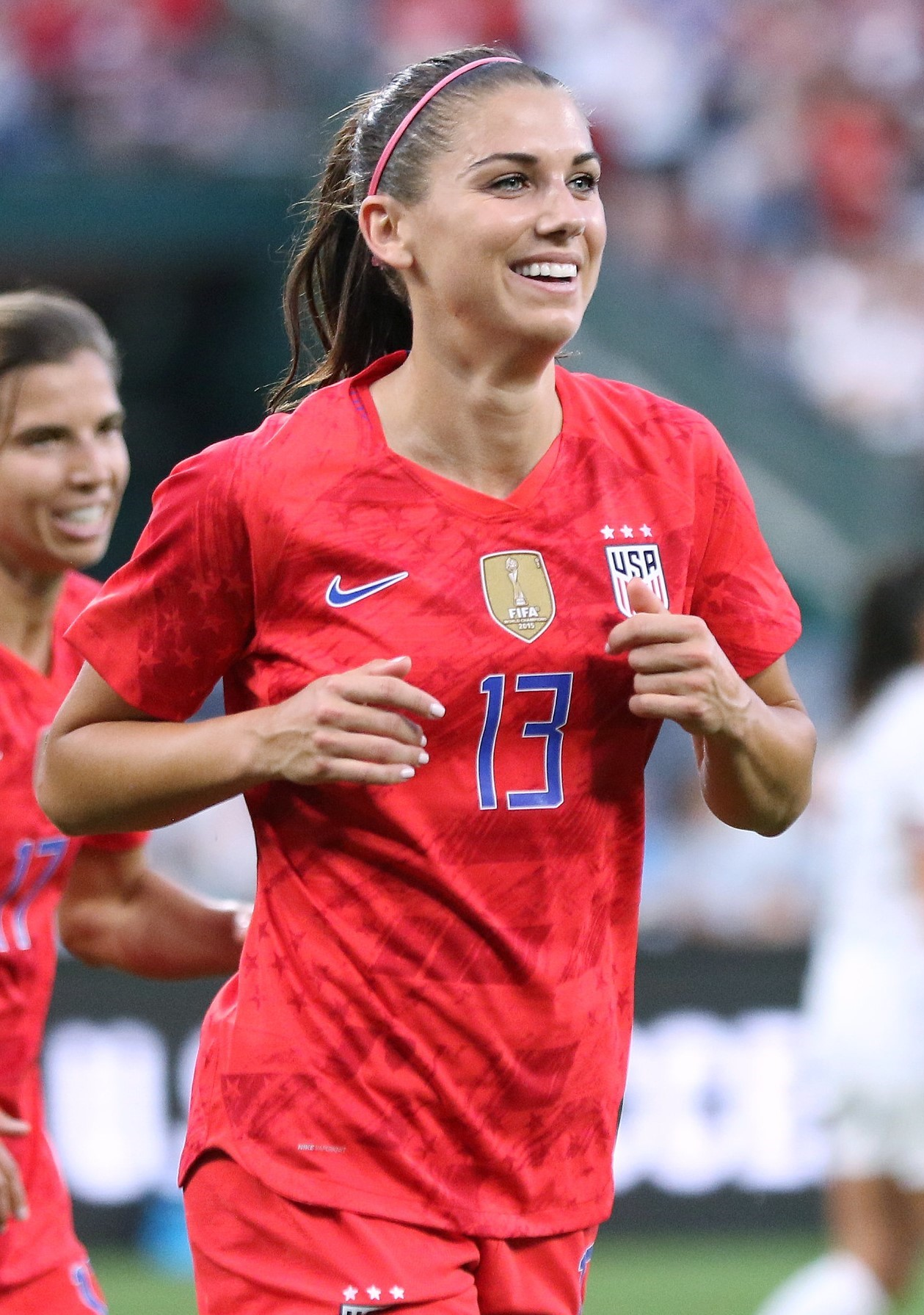
Alex Morgan (* 1989)

- Morgan, Alexander (* 1994), australischer Radsportler
- Morgan, Allen (1925–2011), US-amerikanischer Ruderer
- Morgan, Alun (1928–2018), britischer Jazzkritiker und Jazzautor
- Morgan, Andrew (* 1934), britischer Skilangläufer
- Morgan, Andrew (* 1976), US-amerikanischer Astronaut
- Morgan, Andrew Price (1836–1907), US-amerikanischer Mykologe
- Morgan, Ann Haven (1882–1966), amerikanische Zoologin, Ökologin und Hochschullehrerin
- Morgan, Anna Euphemia (1874–1935), australische Aktivistin der Aborigines
- Morgan, Anne, US-amerikanische Maskenbildnerin und Friseurin
- Morgan, Anne Eugenia Felicia (1845–1901), US-amerikanische Philosophin, Schriftstellerin, Spieleerfinderin und Hochschullehrerin
- Morgan, Anne Tracy (1873–1952), US-amerikanische Millionenerbin und PhilanthropinAnne Tracy Morgan (1873–1952)

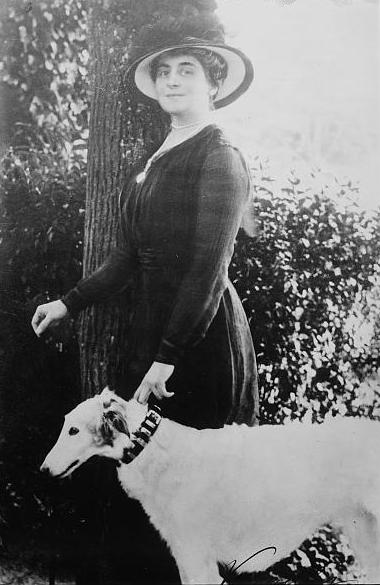
Anne Tracy Morgan (1873–1952)

- Morgan, Annika (* 2002), deutsche Snowboarderin
- Morgan, Ashtone (* 1991), kanadischer Fußballspieler

###### Morgan, B
- Morgan, Barbara (1900–1992), amerikanische Künstlerin, Fotografin
- Morgan, Barbara (* 1951), US-amerikanische Astronautin
- Morgan, Barry (* 1947), britischer Geistlicher, Erzbischof von Wales
- Morgan, Bernice (* 1935), kanadische Schriftstellerin
- Morgan, Billy (* 1989), britischer Snowboarder
- Morgan, Bob (* 1967), britischer Wasserspringer
- Morgan, Brian (* 1968), englischer Snookerspieler
- Morgan, Brianna (* 1994), US-amerikanische Tennisspielerin
- Morgan, Brit (* 1987), US-amerikanische SchauspielerinBrit Morgan (* 1987)

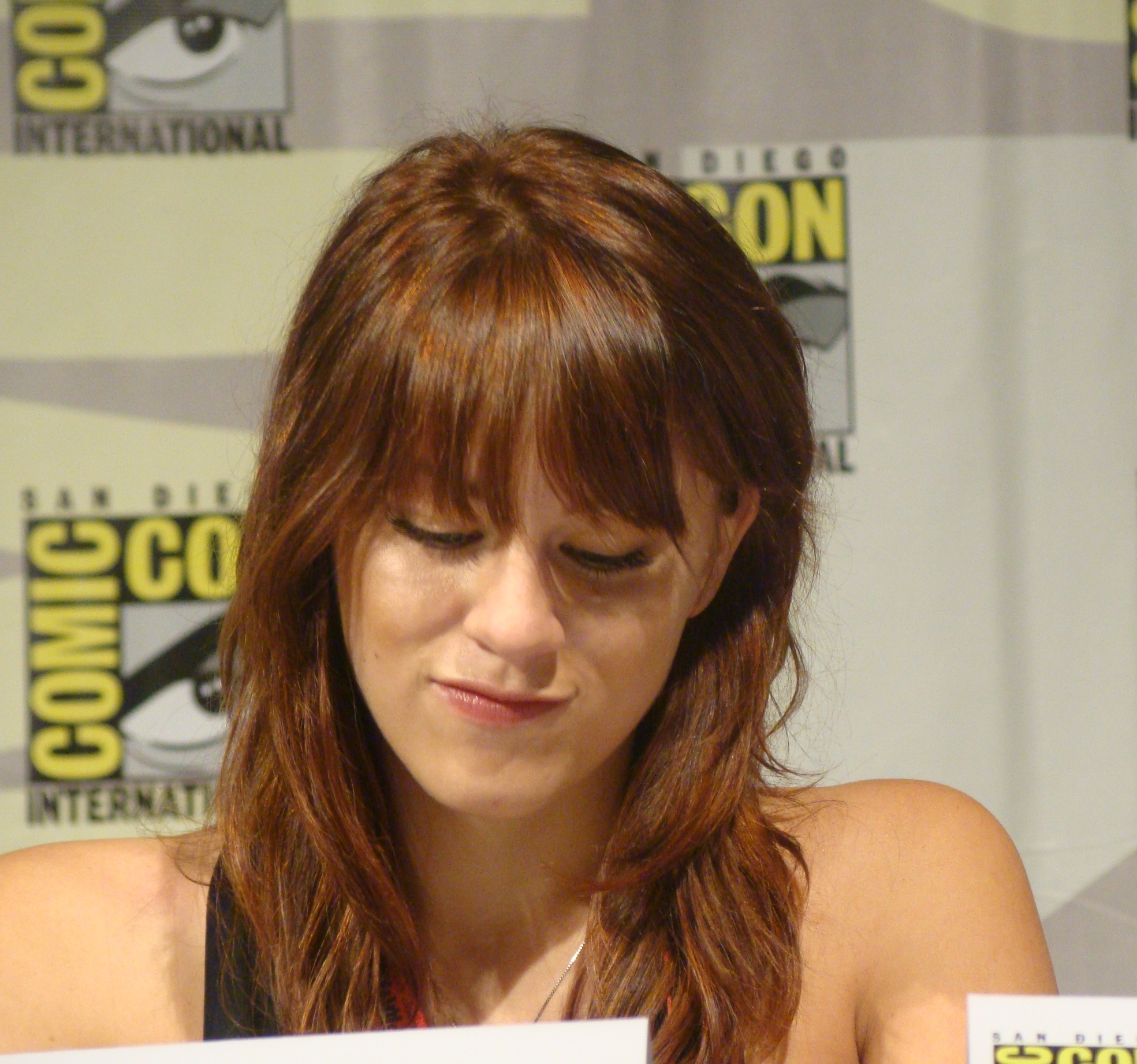
Brit Morgan (* 1987)

###### Morgan, C
- Morgan, Camillo (1860–1925), österreichischer Jagdschriftsteller
- Morgan, Catherine (* 1961), britische Klassische Archäologin
- Morgan, Ceri (1947–2020), walisischer Dartspieler
- Morgan, Chad (1933–2025), australischer Country-Sänger und Gitarrist
- Morgan, Charles (1575–1642), englischer Heerführer
- Morgan, Charles (1795–1878), US-amerikanischer Eisenbahn- und Transport-Tycoon
- Morgan, Charles (1828–1854), britischer Politiker, Mitglied des House of Commons
- Morgan, Charles H. (1902–1984), US-amerikanischer Klassischer Archäologe und Kunsthistoriker
- Morgan, Charles Henry (1842–1912), US-amerikanischer Politiker
- Morgan, Charles Langbridge (1894–1958), englischer Schriftsteller und Kritiker
- Morgan, Charles Octavius Swinnerton (1803–1888), britischer Politiker und Historiker
- Morgan, Chesty (* 1937), polnische Stripperin und Fotomodell, gelegentliche Schauspielerin
- Morgan, Chris, Drehbuchautor und Filmproduzent
- Morgan, Chris (* 1973), britischer Gewichtheber
- Morgan, Chris (* 1977), englischer Fußballspieler und -trainer
- Morgan, Christopher (1808–1877), US-amerikanischer Jurist und Politiker
- Morgan, Christopher (* 1982), australischer Ruderer
- Morgan, Cindy (1954–2023), US-amerikanische Schauspielerin, Synchronsprecherin und Produzentin
- Morgan, Cliff (1930–2013), walisischer Rugbyspieler
- Morgan, Colin (* 1973), kanadischer Judoka
- Morgan, Colin (* 1986), britischer SchauspielerColin Morgan (* 1986)

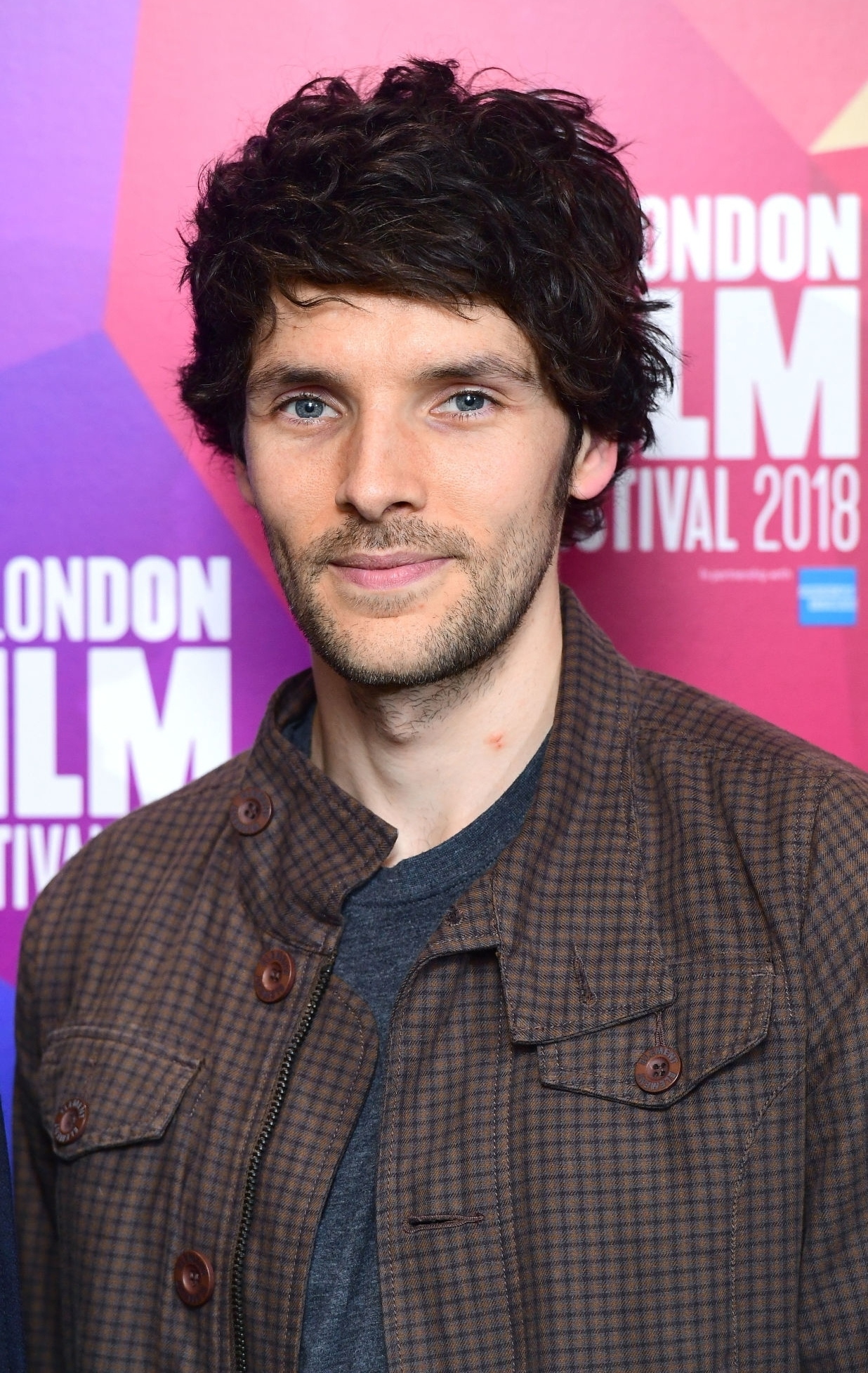
Colin Morgan (* 1986)

- Morgan, Conway Lloyd (1948–2011), walisischer Autor und Kulturjournalist
- Morgan, Conwy Lloyd (1852–1936), britischer Zoologe und Psychologe
- Morgan, Courtenay, 1. Viscount Tredegar (1867–1934), britischer Adliger, Militär und Politiker
- Morgan, Craig (* 1965), US-amerikanischer Countrysänger

###### Morgan, D
- Morgan, Dan (1925–2011), britischer Science-Fiction-Autor
- Morgan, Daniel (1736–1802), britisch-amerikanischer Pionier, Offizier und Kongressabgeordneter für VirginiaDaniel Morgan (1736–1802)

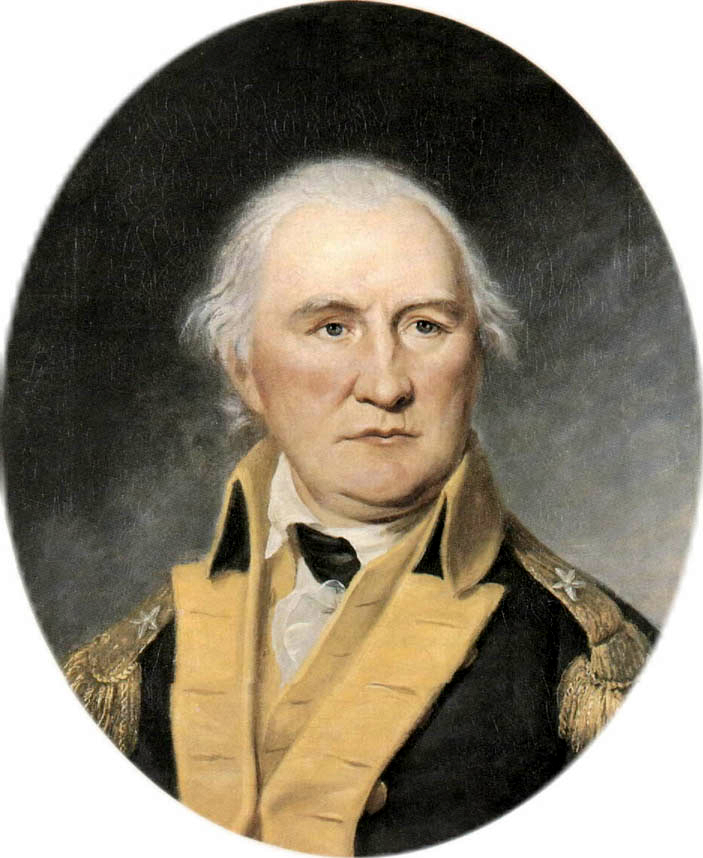
Daniel Morgan (1736–1802)

- Morgan, Daniel N. (1844–1931), US-amerikanischer Bankier, Politiker und Regierungsbeamter
- Morgan, Danny (* 1983), britischer Schauspieler und Drehbuchautor
- Morgan, Darren (* 1966), walisischer Snookerspieler
- Morgan, Dave (1944–2018), britischer Rennfahrer
- Morgan, David (1937–2020), britischer Soziologe
- Morgan, David (* 1994), australischer Schwimmer
- Morgan, Debbi (* 1956), US-amerikanische Schauspielerin
- Morgan, Debelah, US-amerikanische R&B-Sängerin und Songschreiberin
- Morgan, Delyth, Baroness Morgan of Drefelin (* 1961), britische Politikerin
- Morgan, Dennis (1908–1994), US-amerikanischer Schauspieler
- Morgan, Dermot (1952–1998), irischer Komiker und Schauspieler
- Morgan, Derrick (* 1940), jamaikanischer Sänger
- Morgan, Derrick (* 1989), US-amerikanischer American-Football-Spieler
- Morgan, Diane (* 1975), britische Schauspielerin und Komikerin
- Morgan, Dick (1929–2013), US-amerikanischer Jazzpianist
- Morgan, Dick Thompson (1853–1920), US-amerikanischer Politiker
- Morgan, Dinsdale (* 1972), jamaikanischer Hürdenläufer
- Morgan, Donald M. (* 1932), US-amerikanischer Kameramann

###### Morgan, E
- Morgan, Earle (1905–1960), US-amerikanischer Filmschaffender und Ingenieur
- Morgan, Edmund S. (1916–2013), US-amerikanischer Historiker und Hochschullehrer
- Morgan, Edwin (1920–2010), schottischer Dichter und Literaturkritiker
- Morgan, Edwin B. (1806–1881), US-amerikanischer Unternehmer und Politiker
- Morgan, Edwin D. (1811–1883), US-amerikanischer Politiker und Gouverneur des Bundesstaates New York (1859–1863)
- Morgan, Edwin Vernon (1865–1934), US-amerikanischer Diplomat
- Morgan, Elaine (1920–2013), walisische Autorin und Drehbuchautorin
- Morgan, Elliot S. N. (1832–1894), US-amerikanischer Politiker
- Morgan, Eluned (* 1967), walisische Politikerin (Labour Party), MdEPEluned Morgan (* 1967)

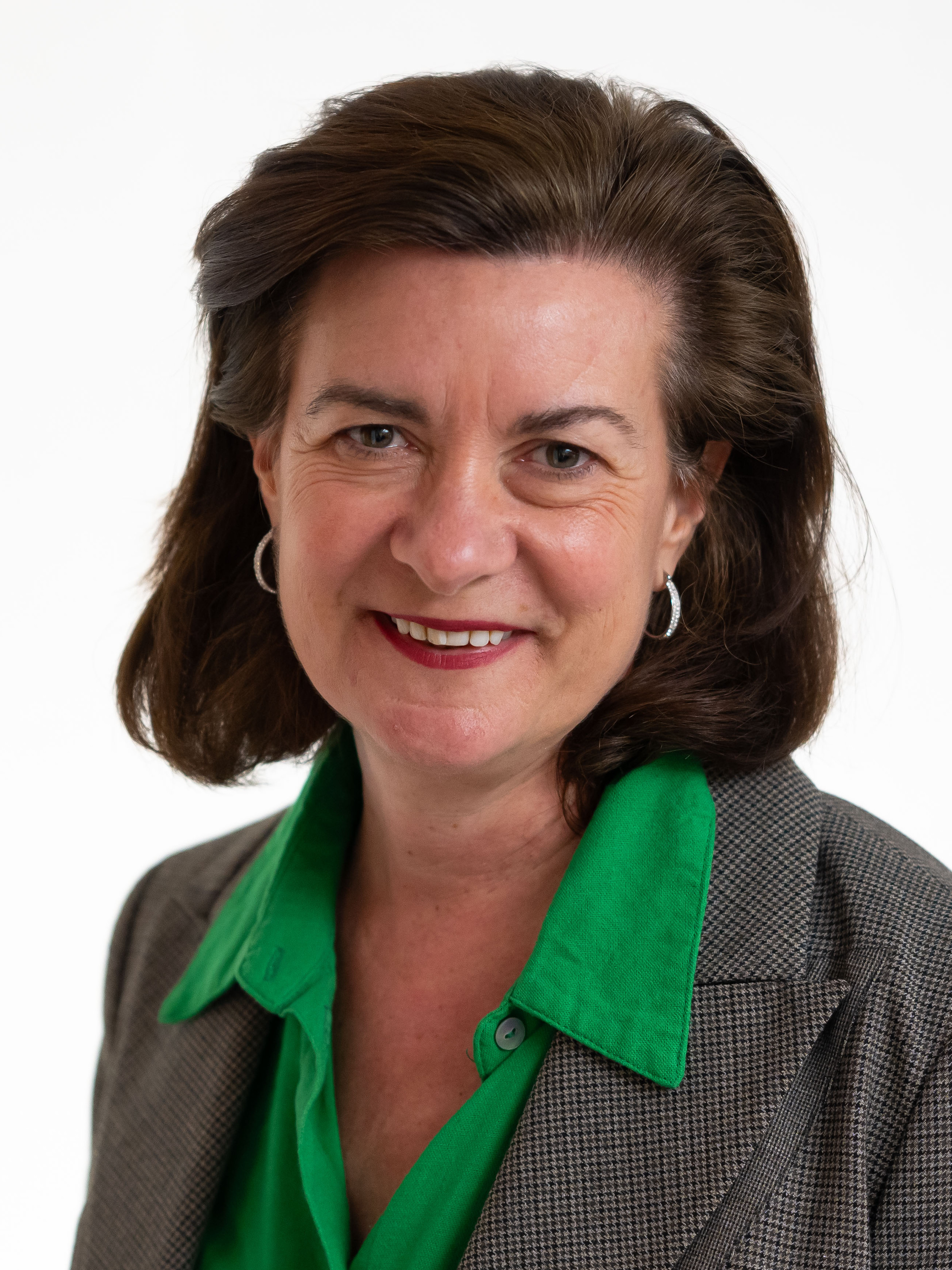
Eluned Morgan (* 1967)

- Morgan, Elystan, Baron Elystan-Morgan (1932–2021), britischer Politiker, Mitglied des House of Commons
- Morgan, Eoin (* 1986), irischer und englischer Cricketspieler
- Morgan, Ephraim F. (1869–1950), US-amerikanischer Politiker
- Morgan, Ernst (1902–1957), österreichischer Schauspieler, Sänger, Autor, Ausstatter und Kabarettist
- Morgan, Esme (* 2000), englische FußballspielerinEsme Morgan (* 2000)

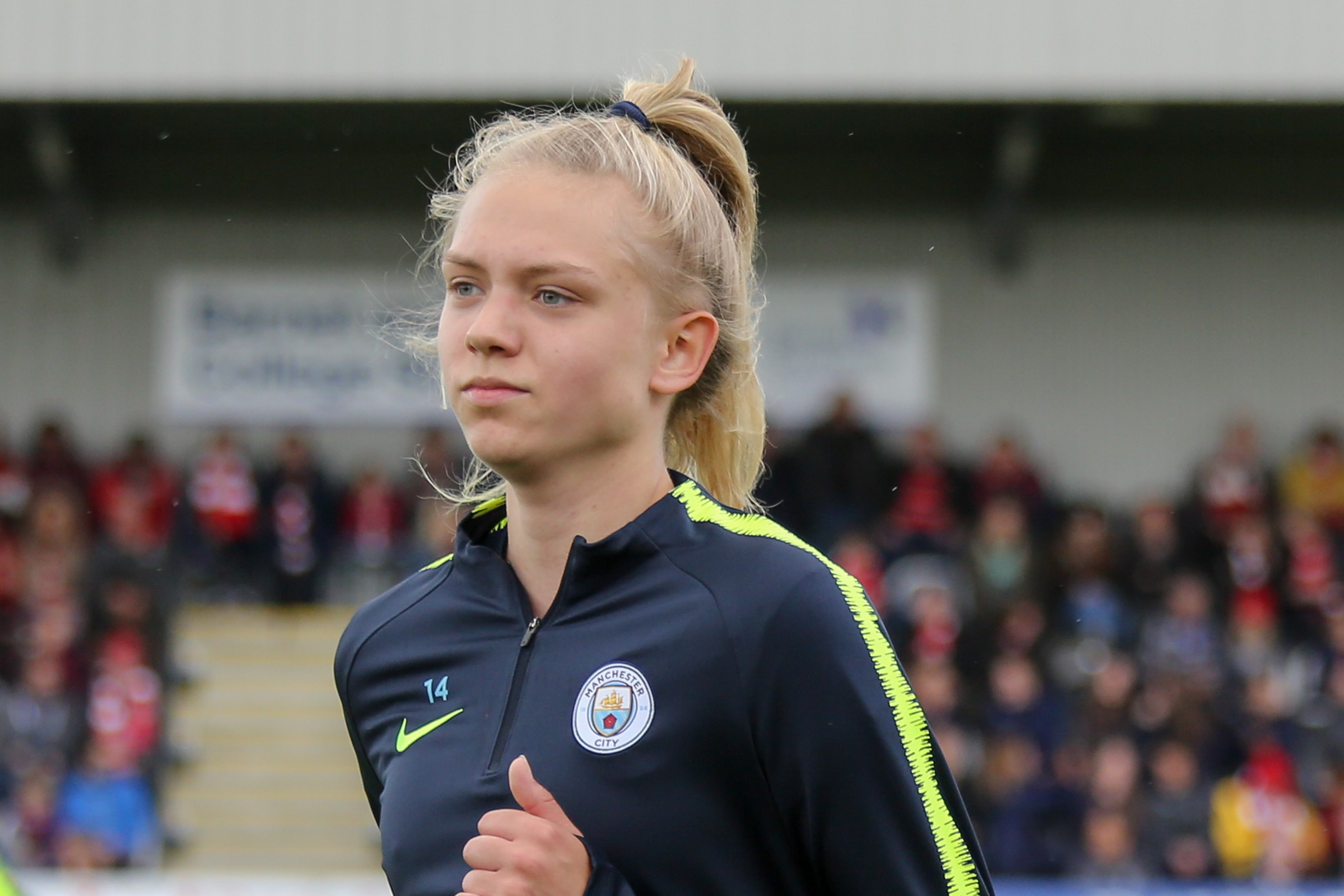
Esme Morgan (* 2000)

- Morgan, Evan, 2. Viscount Tredegar (1893–1949), britischer Adliger, Künstler, Militär und Politiker
- Morgan, Evans B., vincentischer Politiker
- Morgan, Evelyn De (1855–1919), englische Malerin

###### Morgan, F
- Morgan, Ffion (* 2000), walisische Fußballspielerin
- Morgan, Frank (1890–1949), US-amerikanischer Filmschauspieler und Theaterschauspieler
- Morgan, Frank (1933–2007), amerikanischer Jazzmusiker (Altsaxophonist) des Hard Bop
- Morgan, Frederic, 5. Baron Tredegar (1873–1954), britischer Adliger und Politiker
- Morgan, Frederick (1834–1909), britischer Politiker, Abgeordneter im House of Commons
- Morgan, Frederick (1893–1980), südafrikanischer Sportschütze
- Morgan, Frederick E. (1894–1967), britischer Lieutenant-General im Zweiten Weltkrieg, plante Operation Overlord

###### Morgan, G
- Morgan, Gareth (* 1943), englischer Autor und Hochschullehrer
- Morgan, Garfield (1931–2009), britischer Schauspieler
- Morgan, Garrett (1877–1963), US-amerikanischer ErfinderGarrett Morgan (1877–1963)

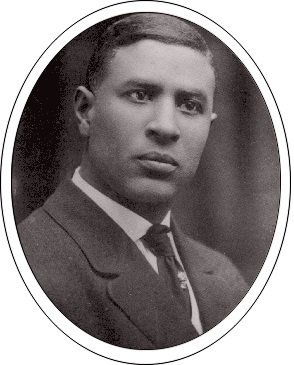
Garrett Morgan (1877–1963)

- Morgan, Gary († 2024), kanadischer Jazzmusiker (Saxophon, Klarinette)
- Morgan, Gary S. (* 1952), US-amerikanischer Wirbeltierpaläontologe
- Morgan, Gene (* 1944), US-amerikanischer Skilangläufer
- Morgan, George (1924–1975), US-amerikanischer Country-Sänger
- Morgan, George (1932–2022), US-amerikanischer Schauspieler
- Morgan, George (* 1993), britischer Tennisspieler
- Morgan, George H. (1841–1900), US-amerikanischer Politiker
- Morgan, George W. (1820–1893), US-amerikanischer Politiker
- Morgan, George Washborne (1822–1892), US-amerikanischer Organist und Komponist
- Morgan, Gilbert Thomas (1872–1940), britischer Chemiker
- Morgan, Glen (* 1961), US-amerikanischer Produzent, Regisseur und Drehbuchautor
- Morgan, Godfrey, 1. Viscount Tredegar (1831–1913), britischer Adliger, Militär und Politiker
- Morgan, Gwenllian (1852–1939), walisisch-britische Politikerin, Abstinenzlerin und Antiquitätenhändlerin

###### Morgan, H
- Morgan, Harriet (1830–1907), australische naturkundliche Illustratorin und Lepidopterologin
- Morgan, Harry (1915–2011), US-amerikanischer Schauspieler
- Morgan, Harry S. (1945–2011), deutscher Filmregisseur, Produzent unter anderem von Pornofilmen und Journalist
- Morgan, Helen (1900–1941), US-amerikanische Jazz-Sängerin und Schauspielerin
- Morgan, Henry († 1688), walisischer Freibeuter und Vizegouverneur von Jamaika
- Morgan, Henry Sturgis (1900–1982), amerikanischer Bänker und Mitgründer von Morgan Stanley
- Morgan, Herbert (1929–2013), US-amerikanischer Jazz-Tenorsaxophonist
- Morgan, Herbert, US-amerikanischer Dokumentarfilmer, Filmproduzent, Regisseur und Drehbuchautor

###### Morgan, I
- Morgan, Ira (1889–1959), US-amerikanischer Kameramann
- Morgan, Irene (1917–2007), US-amerikanische Bürgerrechtlerin
- Morgan, Isabel (1911–1996), US-amerikanische Virologin an der Johns-Hopkins-Universität
- Morgan, Isaiah (1897–1966), US-amerikanischer Kornettist und Bandleader des Hot Jazz

###### Morgan, J
- Morgan, J. P. (1837–1913), US-amerikanischer Unternehmer und BankierJ. P. Morgan (1837–1913)

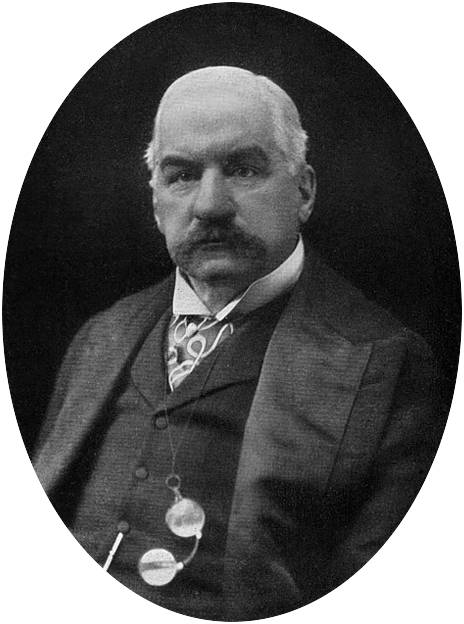
J. P. Morgan (1837–1913)

- Morgan, J. P. Jr. (1867–1943), US-amerikanischer Unternehmer und Bankier
- Morgan, Jacques de (1857–1924), französischer Geologe, Ingenieur, Ägyptologe, Vorderasiatischer Archäologe und Numismatiker
- Morgan, Jade (* 1987), südafrikanische Badmintonspielerin
- Morgan, James (1756–1822), US-amerikanischer Politiker
- Morgan, James B. (1833–1892), US-amerikanischer Politiker
- Morgan, Jamie (* 1971), australischer Tennisspieler
- Morgan, Jane (1832–1899), irische Malerin und Bildhauerin
- Morgan, Jane (1880–1972), US-amerikanische Schauspielerin, Sängerin und Musikerin walisischer Abstimmung
- Morgan, Jane (1924–2025), US-amerikanische Sängerin
- Morgan, Janet (1921–1990), englische Squash- und Tennisspielerin
- Morgan, Jason (* 1976), kanadischer Eishockeyspieler und -trainer
- Morgan, Jason (* 1982), jamaikanischer Diskuswerfer
- Morgan, Jaye P. (* 1931), US-amerikanische Sängerin und Schauspielerin
- Morgan, Jeffrey (* 1954), US-amerikanischer Jazz-Musiker und Komponist
- Morgan, Jeffrey Dean (* 1966), US-amerikanischer SchauspielerJeffrey Dean Morgan (* 1966)

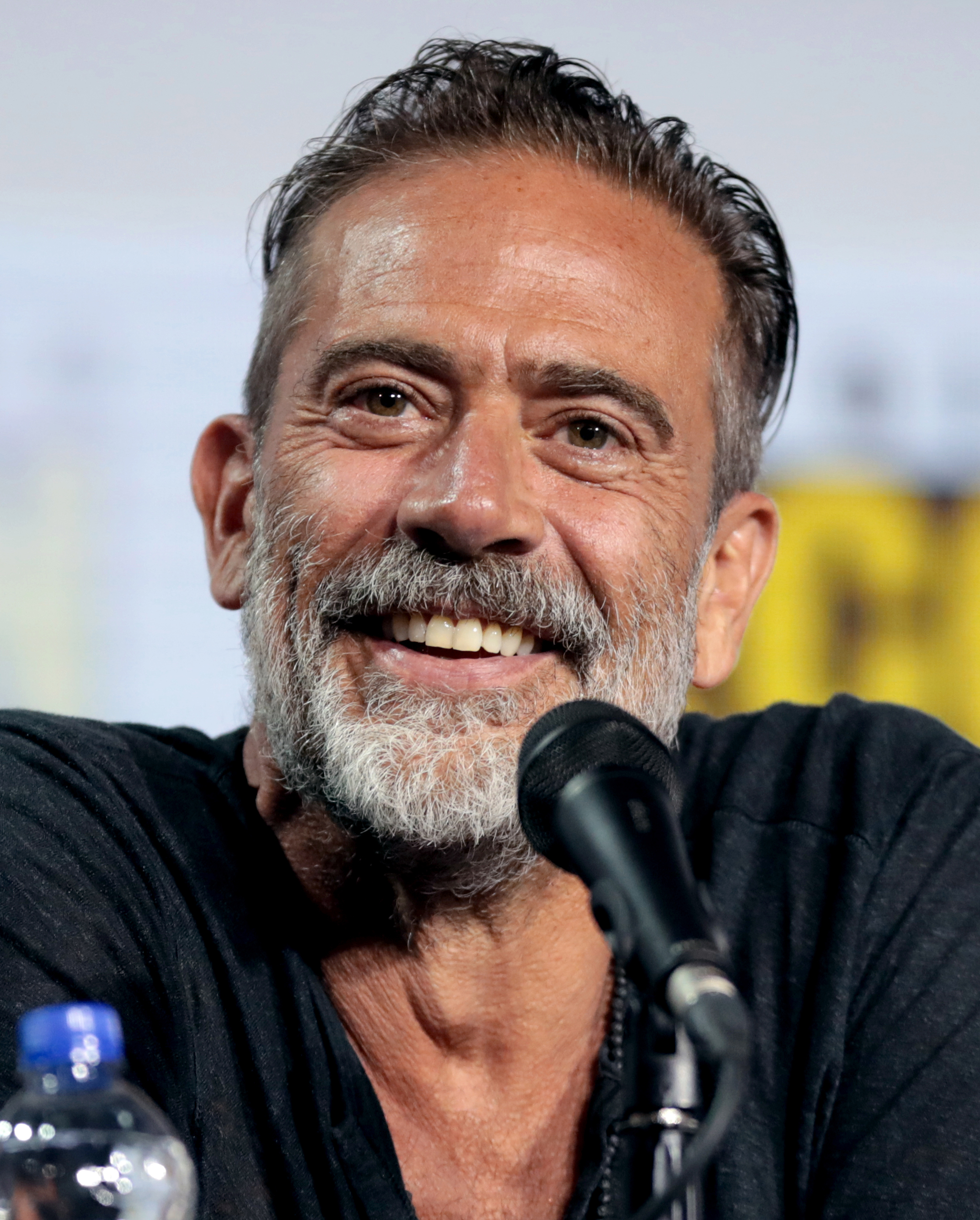
Jeffrey Dean Morgan (* 1966)

- Morgan, Jennifer (* 1966), US-amerikanisch-deutsche Umweltaktivistin mit dem Schwerpunkt Klimapolitik
- Morgan, Jennifer (* 1971), US-amerikanische Managerin
- Morgan, Jimmy (1948–1981), US-amerikanischer Bobsportler
- Morgan, Joan (1905–2004), britische Schauspielerin und (Drehbuch-)Autorin
- Morgan, JoAnn H. (* 1940), US-amerikanische Raumfahrtingenieurin
- Morgan, Joey (1993–2021), US-amerikanischer Schauspieler in Film und Fernsehen
- Morgan, John (1861–1944), britischer Rechtsanwalt, Richter und Politiker, Mitglied des House of Commons
- Morgan, John (1886–1957), britischer Geistlicher, Erzbischof von Wales
- Morgan, John (1930–2025), US-amerikanischer Segler
- Morgan, John (* 1946), US-amerikanischer Mathematiker
- Morgan, John Aloysius (1909–2008), römisch-katholischer Militärbischof von Australien
- Morgan, John Hunt (1825–1864), amerikanischer Kavallerie-Offizier und Brigadegeneral der Konföderation im Amerikanischen Bürgerkrieg
- Morgan, John J. (1770–1849), US-amerikanischer Politiker
- Morgan, John Tyler (1824–1907), US-amerikanischer Politiker und Militär
- Morgan, John W. III., US-amerikanischer Generalleutnant
- Morgan, John, 6. Baron Tredegar (1908–1962), britischer Adliger und Offizier
- Morgan, Jonathan (* 1966), US-amerikanischer Pornodarsteller, Regisseur, Produzent und Drehbuchautor
- Morgan, Jonathan Neil (* 1979), walisischer Badmintonspieler
- Morgan, Joseph (* 1981), britischer Film- und FernsehschauspielerJoseph Morgan (* 1981)

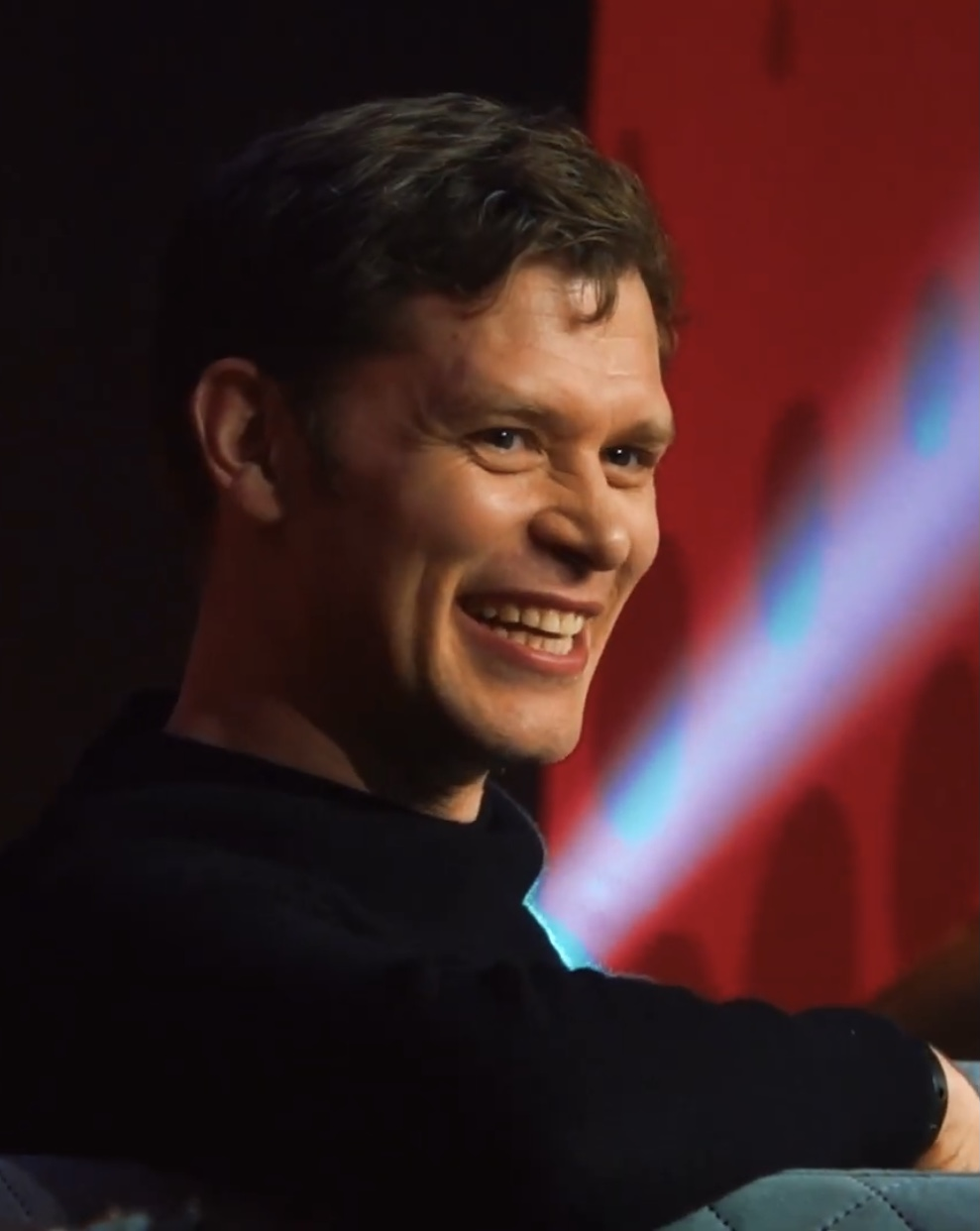
Joseph Morgan (* 1981)

- Morgan, Julia (1872–1957), US-amerikanische Architektin

###### Morgan, K
- Morgan, Kass (* 1984), US-amerikanische Lektorin und Autorin
- Morgan, Kate († 1892), Mutmaßliches Suizidopfer und Erscheinung
- Morgan, Katie (* 1980), US-amerikanische Pornodarstellerin
- Morgan, Keith (* 1973), kanadischer Judoka
- Morgan, Kelly (* 1975), walisische Badmintonspielerin
- Morgan, Kenneth O., Baron Morgan (* 1934), britischer Politiker, Historiker und Hochschullehrer
- Morgan, Kevin (* 1948), australischer Radrennfahrer

###### Morgan, L
- Morgan, Lanny (* 1934), US-amerikanischer Jazz-Altsaxophonist
- Morgan, Larry (1896–1965), US-amerikanischer Politiker
- Morgan, Laurie (1926–2020), britischer Jazzmusiker (Schlagzeug, Vibraphon)
- Morgan, Lee (1938–1972), US-amerikanischer Jazz-Trompeter
- Morgan, Leon O (1919–2002), US-amerikanischer Chemiker
- Morgan, Lewis (* 1996), schottischer Fußballspieler
- Morgan, Lewis Henry (1818–1881), US-amerikanischer Anthropologe und Mitbegründer der Ethnologie
- Morgan, Lewis L. (1876–1950), US-amerikanischer Politiker
- Morgan, Lianne (* 1970), britische Sängerin, Songschreiberin und Gründungsmitglied der Spice Girls
- Morgan, Linda J. (1952–2015), US-amerikanische Rechtsanwältin, Leiterin der amerikanischen Regulierungsbehörden Surface Transportation Board und Interstate Commerce Commission
- Morgan, Lindsey (* 1990), US-amerikanische Schauspielerin
- Morgan, Liv (* 1994), amerikanische WrestlerinLiv Morgan (* 1994)

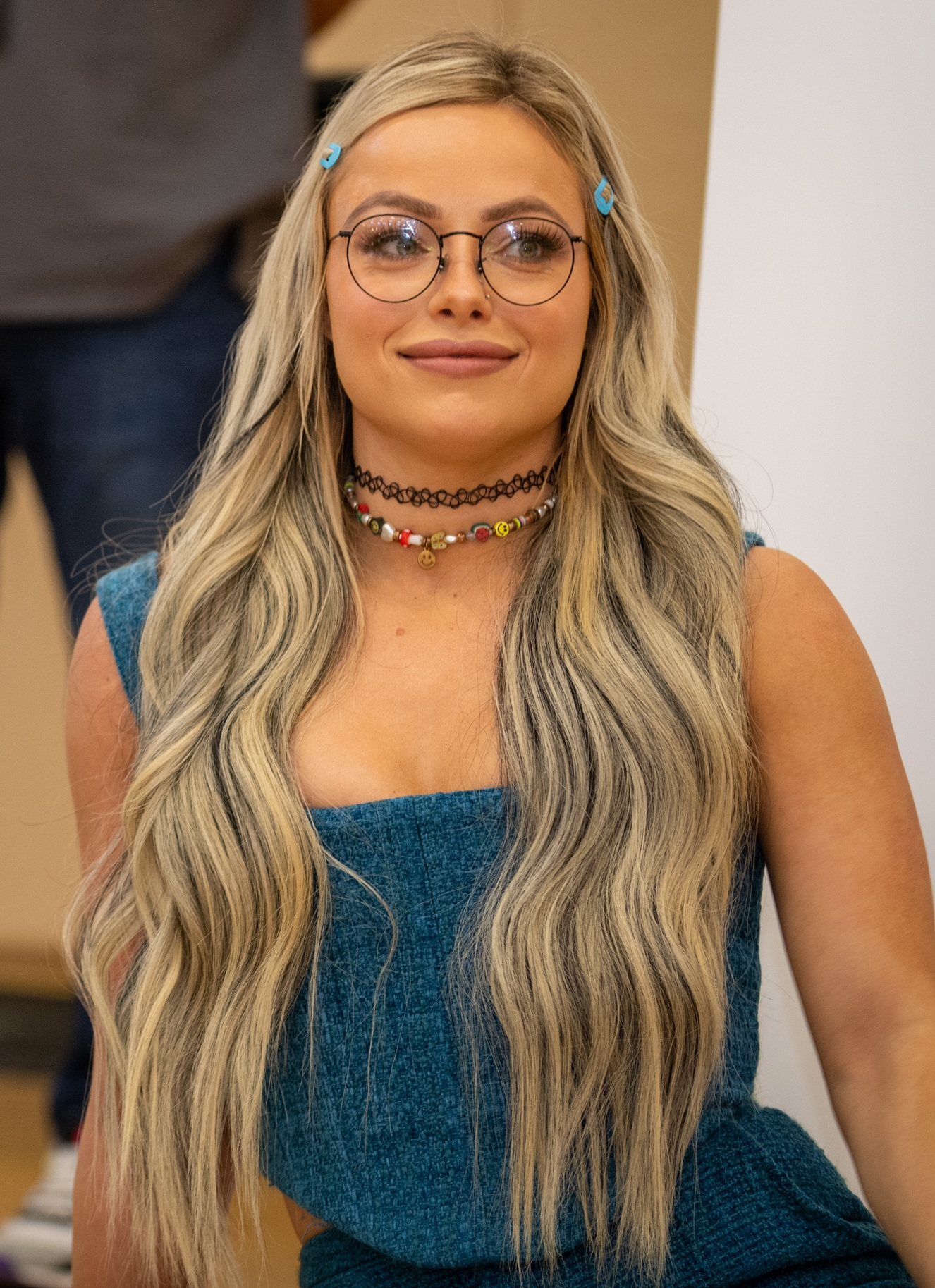
Liv Morgan (* 1994)

- Morgan, Lorrie (* 1959), US-amerikanische Country-Sängerin
- Morgan, Loumell (1922–1983), US-amerikanischer Jazzmusiker

###### Morgan, M
- Morgan, Malena (* 1991), US-amerikanische Pornodarstellerin und Filmschauspielerin
- Morgan, Manfred (1948–2015), deutscher Schlagersänger, Komponist, Texter und Gitarrist
- Morgan, Marabel (* 1937), US-amerikanische Sachbuchautorin
- Morgan, Marina (* 1943), italienische Fernsehansagerin, Fernsehmoderatorin, Schauspielerin und Sängerin
- Morgan, Mark (* 1961), US-amerikanischer Komponist
- Morgan, Marlo (* 1937), US-amerikanische Autorin und Ärztin
- Morgan, Mary Sherman (1921–2004), US-amerikanische Chemieingenieurin auf dem Gebiet von Raketentreibstoffen
- Morgan, Matt (* 1976), US-amerikanischer Wrestler
- Morgan, Meli’sa (* 1964), US-amerikanische R&B-Sängerin
- Morgan, Mia (* 1994), deutsche Singer-Songwriterin
- Morgan, Michael (* 1946), australischer Ruderer
- Morgan, Michael (* 1968), deutscher SchlagersängerMichael Morgan (* 1968)

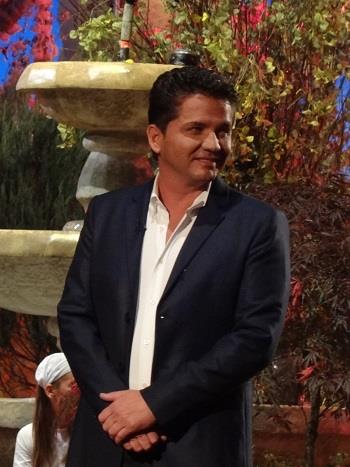
Michael Morgan (* 1968)

- Morgan, Michael Hugh (1925–2012), britischer Diplomat
- Morgan, Michèle (1920–2016), französische Schauspielerin
- Morgan, Michelle (* 1981), kanadische Schauspielerin, Filmregisseurin und Filmproduzentin
- Morgan, Mike (* 1959), amerikanischer Bluesmusiker (Gitarre und Mundharmonika)
- Morgan, Mike (* 1988), US-amerikanischer American-Football-Spieler
- Morgan, Mitch (* 1991), belgisch-kanadischer Eishockeyspieler

###### Morgan, N
- Morgan, Nancy (* 1949), US-amerikanische Schauspielerin
- Morgan, Nate (* 1964), US-amerikanischer Jazzpianist und Komponist
- Morgan, Nathan (* 1978), britischer Weitspringer
- Morgan, Nick (* 1939), britischer Kugelstoßer
- Morgan, Nicky (* 1972), britische Politikerin

###### Morgan, P
- Morgan, Paddy (* 1943), nordirisch-australischer Snookerspieler
- Morgan, Patrick (1917–1989), britischer Admiral
- Morgan, Paul (1886–1938), österreichischer Schauspieler, Komiker und Librettist
- Morgan, Paul (1948–2001), britischer Ingenieur und Mitgründer des Motorenherstellers Ilmor
- Morgan, Paul (* 1964), britischer römisch-katholischer Geistlicher, Bischof
- Morgan, Paul Robert (* 1962), australischer Badmintonspieler
- Morgan, Peter (* 1963), britischer Drehbuchautor
- Morgan, Peter, US-amerikanischer Filmproduzent
- Morgan, Piers (* 1965), britischer ReporterPiers Morgan (* 1965)

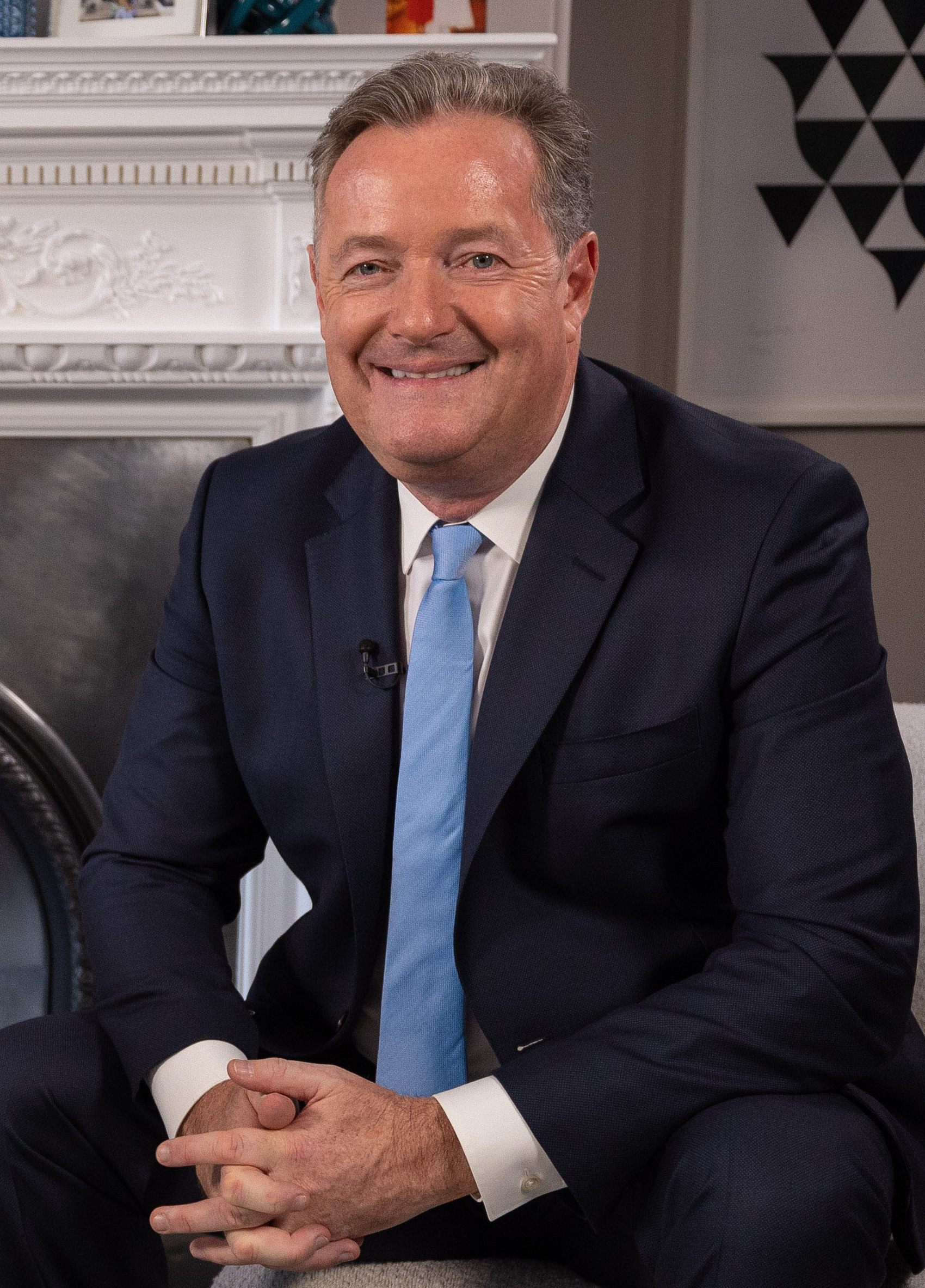
Piers Morgan (* 1965)

- Morgan, Polly, britische Kamerafrau
- Morgan, Poppy (* 1983), britisches Model und Pornodarstellerin
- Morgan, Priscilla (* 1934), britische Theater- und Filmschauspielerin

###### Morgan, R
- Morgan, Raleigh Jr. (1916–1998), US-amerikanischer Romanist, Frankokanadist und Kreolist
- Morgan, Ralph (1883–1956), US-amerikanischer Film- und Theaterschauspieler
- Morgan, Raymar (* 1988), US-amerikanischer Basketballspieler
- Morgan, Reuben (* 1975), australischer Komponist und Pastor
- Morgan, Rhodri (1939–2017), walisischer Politiker (Labour Party), Mitglied des House of Commons
- Morgan, Richard (1958–2006), australischer Schauspieler
- Morgan, Richard (* 1965), britischer Schriftsteller
- Morgan, Rob (* 1973), US-amerikanischer SchauspielerRob Morgan (* 1973)

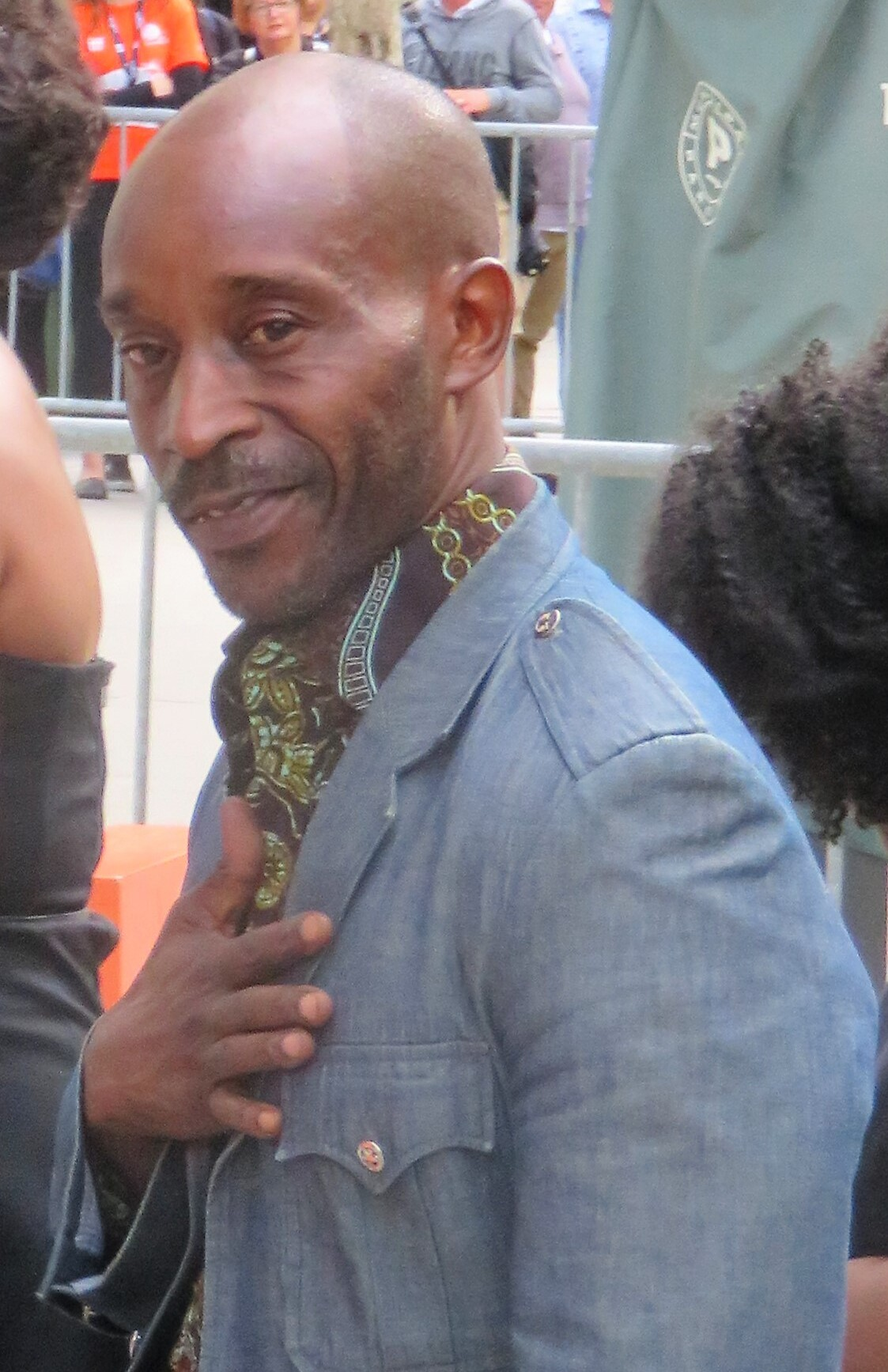
Rob Morgan (* 1973)

- Morgan, Robert (1921–1994), walisischer Schriftsteller und Maler
- Morgan, Robert Burren (1925–2016), US-amerikanischer Jurist und Politiker
- Morgan, Robin (* 1941), US-amerikanische Autorin
- Morgan, Roger (1932–2015), britischer Politikwissenschaftler und Hochschullehrer
- Morgan, Rosemary (* 1941), britische Speerwerferin
- Morgan, Russ (1904–1969), US-amerikanischer Bandleader

###### Morgan, S
- Morgan, S. Philip (* 1953), US-amerikanischer Soziologe und Demograph
- Morgan, Sally (* 1951), australische Künstlerin und Schriftstellerin
- Morgan, Sally, Baroness Morgan of Huyton (* 1959), britische Politikerin
- Morgan, Sam (1887–1936), US-amerikanischer New Orleans Jazz-Kornettist und Bandleader
- Morgan, Sandra (* 1942), australische Schwimmerin
- Morgan, Sarah (* 1948), britische Schriftstellerin
- Morgan, Shaun (* 1978), südafrikanischer Musiker
- Morgan, Shelley Taylor (* 1950), US-amerikanische Schauspielerin
- Morgan, Sheryl (* 1983), jamaikanische Leichtathletin
- Morgan, Sidney (1874–1946), britischer Filmregisseur, Drehbuchautor und Produzent
- Morgan, Simpson Harris (1821–1864), US-amerikanischer Jurist, Plantagenbesitzer und Politiker
- Morgan, Sonja (* 1963), US-amerikanische Philanthropin, Schauspielerin und Designerin
- Morgan, Sonny (1936–1976), amerikanischer Jazzmusiker (Perkussion, Schlagzeug, Flöte)
- Morgan, Stefani (* 1985), US-amerikanische PornodarstellerinStefani Morgan (* 1985)

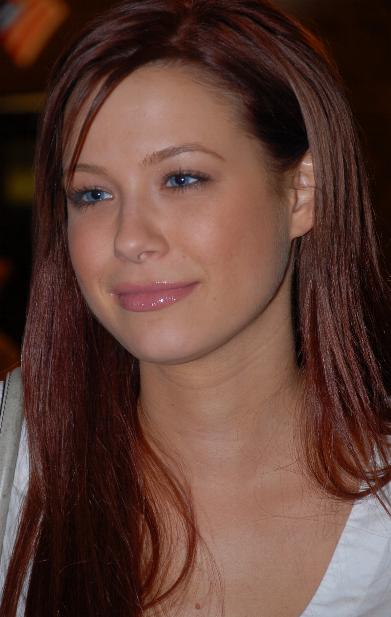
Stefani Morgan (* 1985)

- Morgan, Stephen (1854–1928), US-amerikanischer Politiker
- Morgan, Steve, US-amerikanischer American-Football-Spieler
- Morgan, Sydney Lady († 1859), britische Schriftstellerin mit irischer Herkunft

###### Morgan, T
- Morgan, T. Clifton (* 1956), US-amerikanischer Politikwissenschaftler und Hochschullehrer
- Morgan, Ted (1906–1952), neuseeländischer Boxer
- Morgan, Ted (1932–2023), französisch-US-amerikanischer Schriftsteller, Journalist und Historiker
- Morgan, Terence (1921–2005), britischer Schauspieler
- Morgan, Thomas (* 1981), US-amerikanischer Jazzmusiker und Komponist
- Morgan, Thomas E. (1906–1995), US-amerikanischer Politiker
- Morgan, Thomas Hunt (1866–1945), US-amerikanischer Zoologe und Genetiker
- Morgan, Tod (1902–1953), US-amerikanischer Boxer
- Morgan, Tony (1931–2024), britischer Segler
- Morgan, Tony (1938–2004), britischer Maler, Bildhauer, Multimediakünstler und Performance
- Morgan, Tracy (* 1968), US-amerikanischer Schauspieler und KomikerTracy Morgan (* 1968)

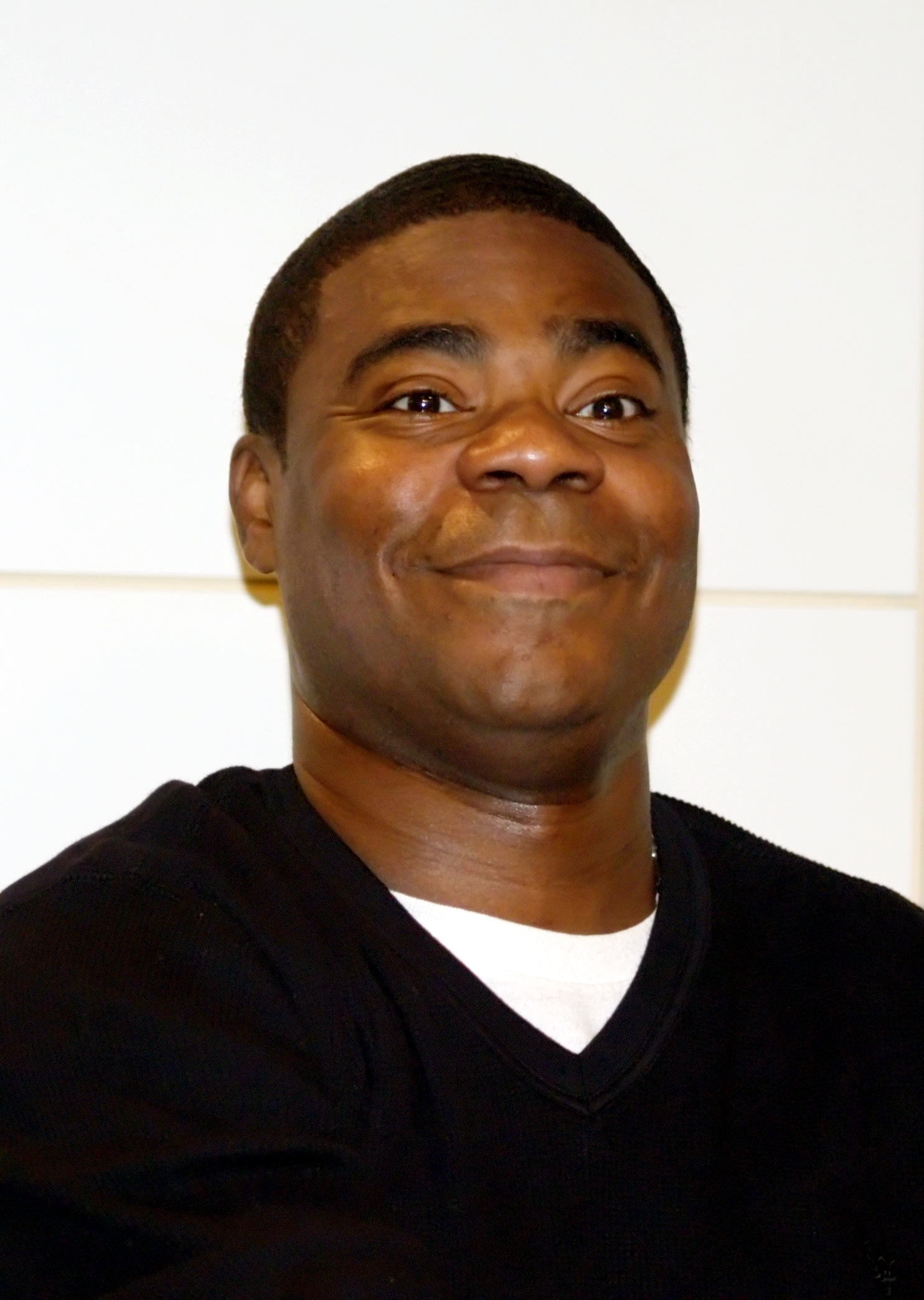
Tracy Morgan (* 1968)

- Morgan, Trevor (* 1986), US-amerikanischer Schauspieler

###### Morgan, V
- Morgan, Vanessa (* 1992), kanadische Schauspielerin und Sängerin
- Morgan, Vernon (1904–1992), britischer Hindernisläufer und Journalist
- Morgan, Vincent (* 1985), belgisch-kanadischer Eishockeyspieler

###### Morgan, W
- Morgan, W. Jason (1935–2023), US-amerikanischer Geophysiker
- Morgan, Wallace (1873–1948), US-amerikanischer Maler, Illustrator und Kriegsmaler
- Morgan, Walter (1900–2003), britischer Biochemiker
- Morgan, Walter Vaughan (1831–1916), britischer Politiker, Lord Mayor of London
- Morgan, Wes (* 1984), englisch-jamaikanischer Fußballspieler
- Morgan, Wesley (* 1990), kanadischer Schauspieler und Model
- Morgan, Whittni (* 1997), US-amerikanische Leichtathletin
- Morgan, William (1545–1604), walisischer anglikanischer Bischof und Bibelübersetzer
- Morgan, William (* 1774), US-amerikanischer Maurer und Steinmetz
- Morgan, William (1828–1883), australischer Politiker, Premierminister von South Australia
- Morgan, William (1928–1961), US-amerikanischer Guerrillakommandant der Kubanischen Revolution
- Morgan, William De (1839–1917), britischer Künstler
- Morgan, William Duane (1817–1887), US-amerikanischer Zeitungsmann und Politiker
- Morgan, William G. (1870–1942), US-amerikanischer Sporttrainer und der Erfinder des VolleyballsWilliam G. Morgan (1870–1942)

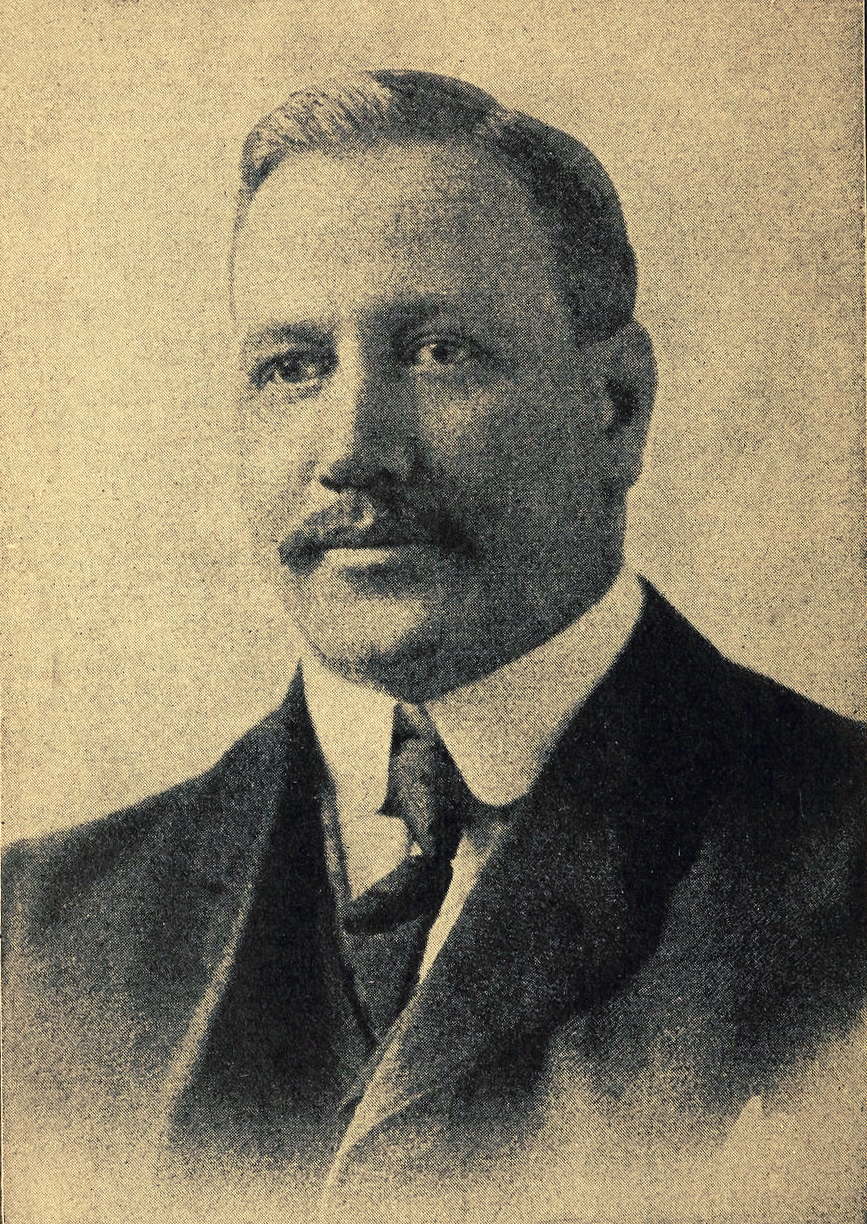
William G. Morgan (1870–1942)

- Morgan, William J. (1840–1900), US-amerikanischer Offizier, Zeitungsredakteur und Politiker
- Morgan, William Mitchell (1870–1935), US-amerikanischer Politiker
- Morgan, William S. (1801–1878), US-amerikanischer Politiker
- Morgan, William Wilson (1906–1994), US-amerikanischer Astronom
- Morgan, William Yoast (1866–1932), US-amerikanischer Politiker
- Morgan, Willie (* 1944), schottischer Fußballspieler

###### Morgan, Y
- Morgan, Yuki (1881–1963), japanische Geisha

###### Morgan, Z
- Morgan, Ziv (* 2000), israelischer Fußballspieler

##### Morgan-

###### Morgan-C
- Morgan-Collie, Jude (* 2004), britischer Schauspieler

###### Morgan-G
- Morgan-Grenville, Mary, 11. Lady Kinloss (1852–1944), britische Peeress

###### Morgan-M
- Morgan-Meister, mittelalterlicher Buchmaler

###### Morgan-R
- Morgan-Richards, Lorin (* 1975), US-amerikanischer Autor, Karikaturist und Verfasser von Kinderbüchern

###### Morgan-V
- Morgan-Vanderbilt, Gloria (1904–1965), US-amerikanische High-Society-Lady

##### Morgane
- Morgane (* 1975), belgische Sängerin
- Morgane, Clara (* 1981), französische Pornodarstellerin, Moderatorin, Sängerin und AutorinClara Morgane (* 1981)

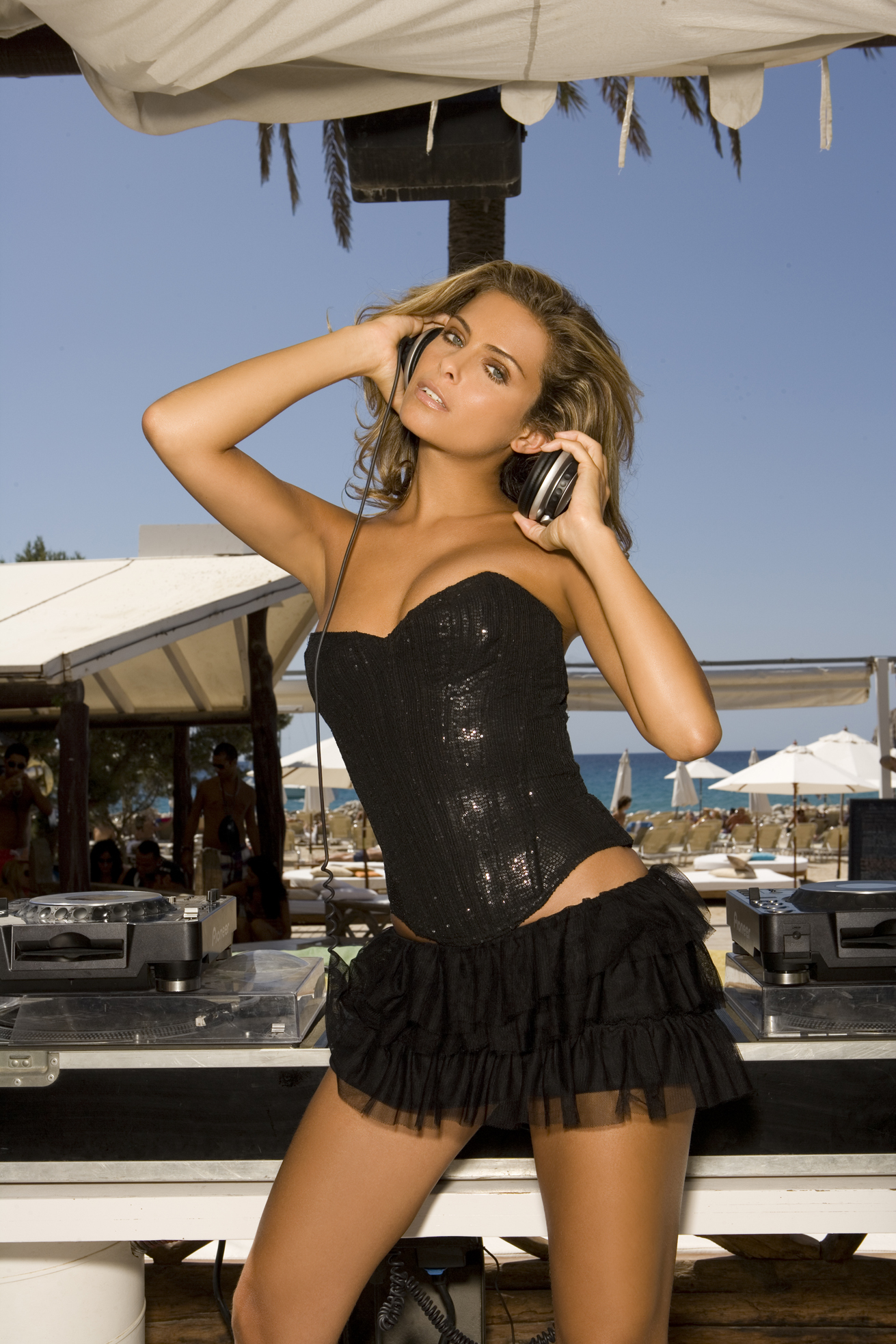
Clara Morgane (* 1981)

- Morganella, Michel (* 1989), schweizerischer Fußballspieler
- Morganelli, Mark, US-amerikanischer Jazz-Trompeter, Flügelhornist sowie Promoter und Produzent

##### Morgano
- Morgano, Luigi (* 1951), italienischer Politiker

##### Morgans
- Morgans, Kenny (1939–2012), walisischer Fußballspieler

##### Morgant
- Morgant, Pascal (* 1975), deutscher Handballspieler und -trainer
- Morgante, Marcello (1915–2007), italienischer Geistlicher, Bischof von Ascoli Piceno
- Morgante, Nano, Hofzwerg der Medici in Florenz
- Morganti, Claudio (* 1973), italienischer Politiker, MdEP
- Morganti, Fausta (1944–2021), san-marinesische Politikerin
- Morganti, Giuseppe Maria (* 1955), san-marinesischer Politiker
- Morgantini, Jacques (1924–2019), französischer Aufnahmeleiter, Promoter und Musikhistoriker
- Morgantini, Luisa (* 1940), italienische Politikerin (Partito della Rifondazione Comunista), MdEP

#### Morgat
- Morgatschow, Nikita Andrejewitsch (* 1981), russischer Ruderer

### Morge
- Morge, Günter (1925–1984), deutscher Entomologe und Forstwissenschaftler
- Mörgeli, Christoph (* 1960), Schweizer Politiker (SVP), Medizinhistoriker und JournalistChristoph Mörgeli (* 1960)

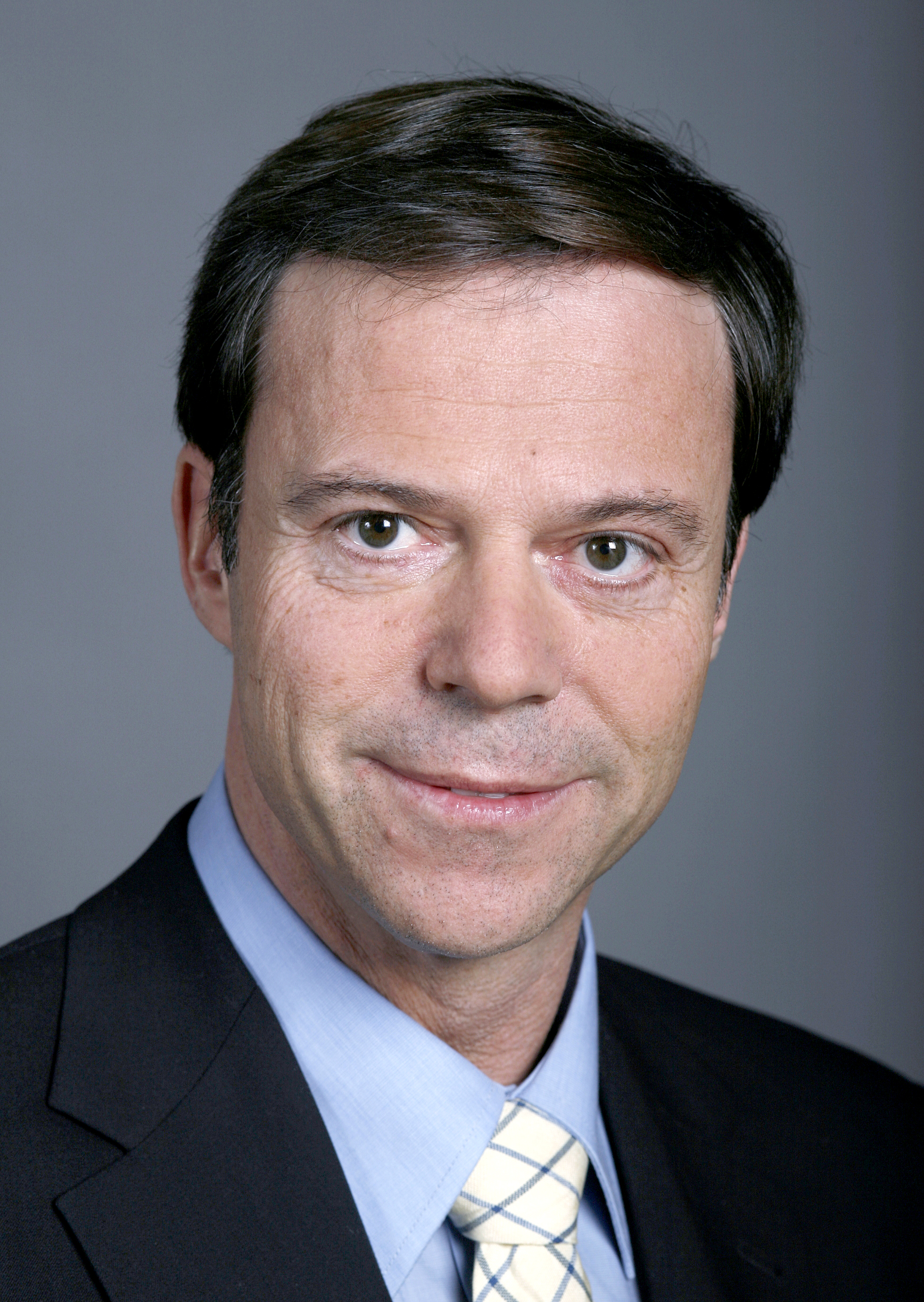
Christoph Mörgeli (* 1960)

- Morgen, Brett (* 1968), US-amerikanischer Dokumentarfilmer
- Morgen, Curt von (1858–1928), preußischer General der Infanterie und Forschungsreisender
- Morgen, Ella (* 1999), deutsche Schauspielerin
- Morgen, Friedrich Julius (1811–1885), deutscher Gutsbesitzer, Arzt und Parlamentarier
- Morgen, Gisela (1918–2006), deutsche Schauspielerin
- Morgen, Heinrich-Joachim von (1902–1932), deutscher Automobilrennfahrer
- Morgen, Herbert (1901–1997), deutscher Agrarsoziologe
- Morgen, Hermann Albert Leopold (1810–1884), preußischer Generalmajor und Direktor der Artilleriewerkstatt in Neiße
- Morgen, Karl (* 1952), deutscher Bauingenieur
- Morgen, Konrad (1909–1982), deutscher Jurist, SS-Sturmbannführer und SS-Richter
- Morgen, Mari-Elizabeth (* 1944), kanadische Pianistin
- Morgenbesser, Ernst Gottlob (1755–1824), deutscher Verwaltungsjurist in Königsberg
- Morgenbesser, Michael (1714–1782), schlesischer Arzt und Mitglied der Leopoldina
- Morgenbesser, Sidney (1921–2004), US-amerikanischer Philosoph
- Morgeneyer, Kathleen (* 1977), deutsche SchauspielerinKathleen Morgeneyer (* 1977)

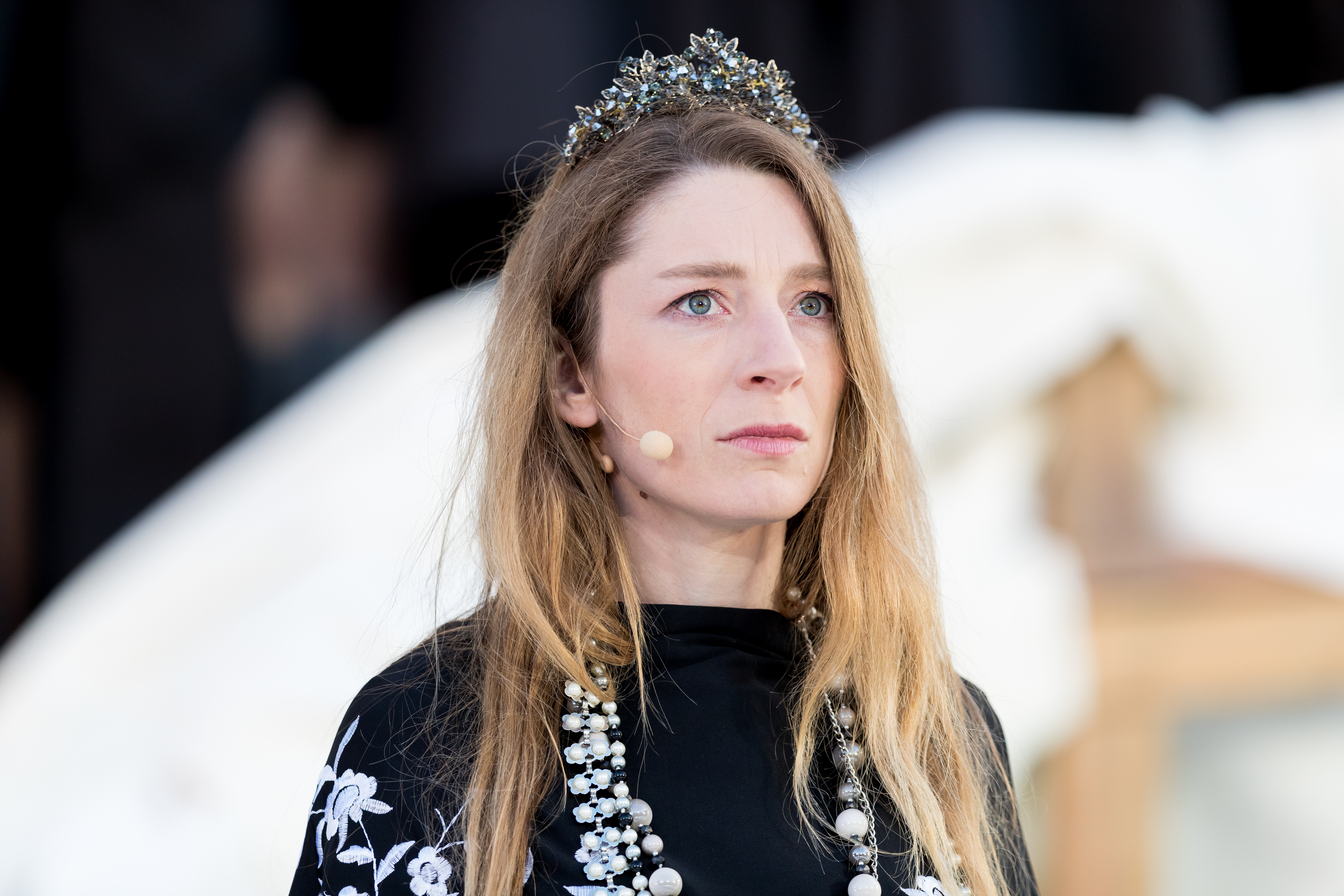
Kathleen Morgeneyer (* 1977)

- Morgenländer, Johann Peter († 1811), preußischer Forstrat, Geheimer Finanzrat und Präsident des Oberbaudepartements
- Morgenroth, Daniel (* 1964), deutscher Schauspieler
- Morgenroth, Daniel (* 1984), deutscher Regisseur und Intendant
- Morgenroth, Dieter (1945–2010), deutscher Politiker (CSU), MdL
- Morgenroth, Julius (1871–1924), deutscher Mediziner
- Morgenroth, Konrad (1937–2022), deutscher Pathologe, Hochschullehrer in Münster und Bochum
- Morgenroth, Matthias (* 1972), deutscher Journalist und Schriftsteller
- Morgenroth, Paula (* 1999), deutsche Volleyballspielerin
- Morgenroth, Wolfgang (1930–2021), deutscher Indologe, Sprachwissenschaftler und Hochschullehrer
- Morgenschweis, Friedrich (1920–1998), deutscher Priester und Mundartdichter, Mitglied des Bayerischen Senats
- Morgenschweis, Karl (1891–1968), deutscher Geistlicher (katholisch), Anstaltspriester im Gefängnis Landsberg (1932–1957)
- Morgenschweis, Willi (* 1936), deutscher Politiker (CSU), MdL
- Morgenshtern (* 1998), russischer Rapper, Musikproduzent und SongwriterMorgenshtern (* 1998)

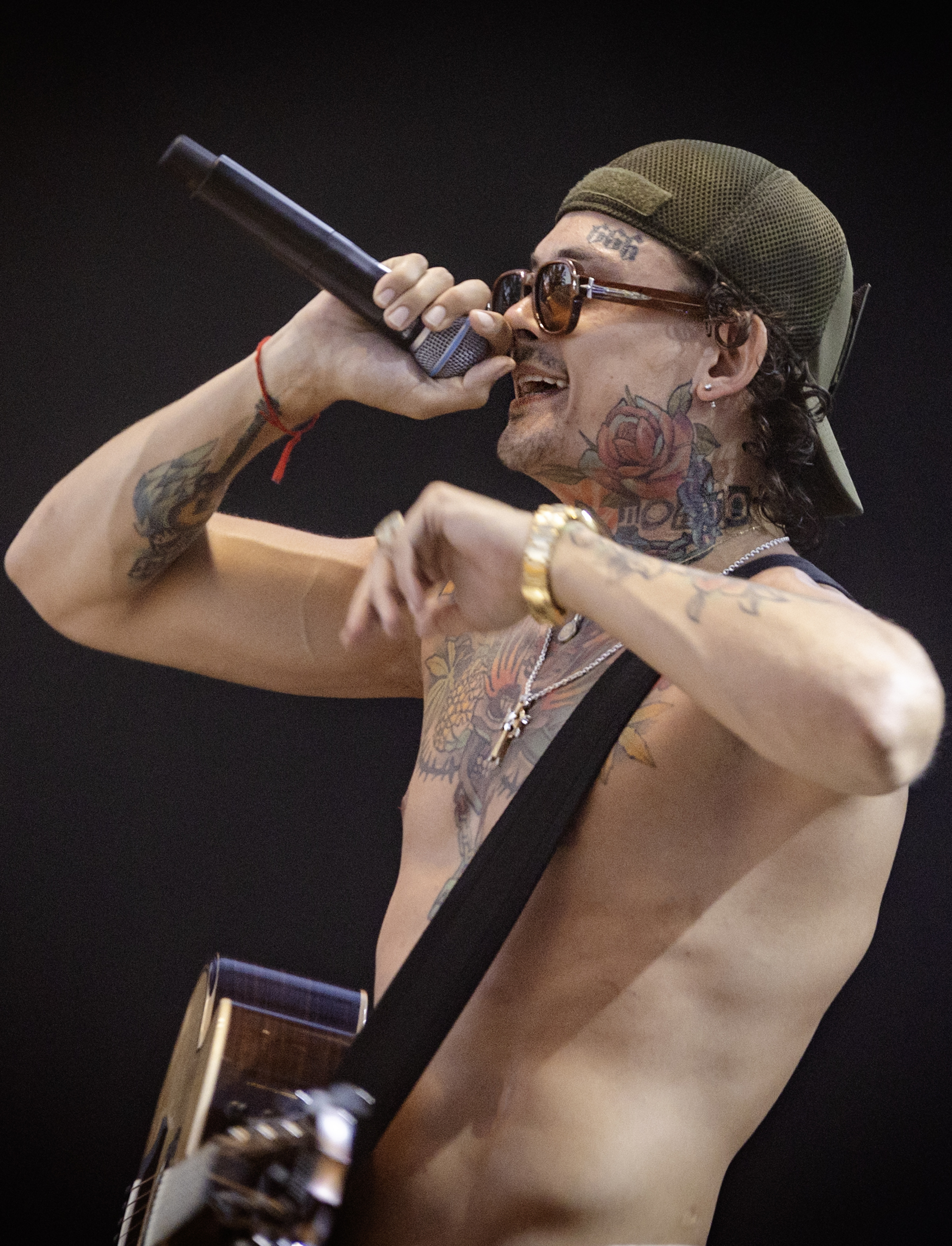
Morgenshtern (* 1998)

- Morgenstein, Rod (* 1953), US-amerikanischer Schlagzeuger und Musiklehrer
- Morgenstern, Alois (* 1954), österreichischer Skirennläufer
- Morgenstern, Anne (* 1976), deutsche Fotografin
- Morgenstern, Anton (* 1991), deutsch-amerikanischer Pokerspieler
- Morgenstern, August (1772–1844), deutscher Kaufmann und Abgeordneter
- Morgenstern, Barbara (* 1940), deutsche Fotografin und Bildjournalistin
- Morgenstern, Barbara (* 1971), deutsche Sängerin und Musikerin
- Morgenstern, Beate (* 1946), deutsche Schriftstellerin
- Morgenstern, Björn (* 1982), deutscher Eisschnellläufer
- Morgenstern, Carl (1811–1893), deutscher Landschaftsmaler
- Morgenstern, Carl Ernst (1847–1928), deutscher Landschaftsmaler

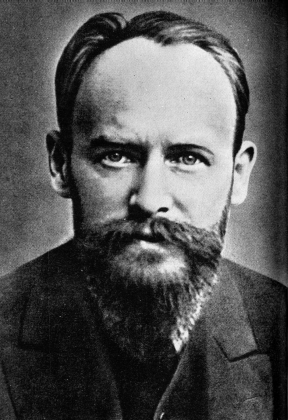
Christian Morgenstern (1871–1914)

- Morgenstern, Christian (1805–1867), deutscher Landschaftsmaler
- Morgenstern, Christian (1871–1914), deutscher Dichter, Schriftsteller und ÜbersetzerChristian Morgenstern (1871–1914)
- Morgenstern, Christian (1975–2003), deutscher DJ, Musikproduzent
- Morgenstern, Christine (* 1967), deutsche Rechtswissenschaftlerin und Hochschullehrerin
- Morgenstern, Christoph (* 1979), österreichischer Fußballspieler und Trainer
- Morgenstern, Claus M. (* 1985), deutscher Fotograf
- Morgenstern, Dan (1929–2024), amerikanischer Musikkritiker
- Morgenstern, David (1814–1882), deutscher Politiker und Zinnfolienfabrikant
- Morgenstern, Dietrich (1924–2007), deutscher Mathematiker
- Morgenstern, Dirk (* 1969), deutscher Kameramann
- Morgenstern, Eduard (1800–1867), Doktor der Rechte, sächsischer Hofrat und Universitätsrichter in Leipzig
- Morgenstern, Erin (* 1978), US-amerikanische Autorin
- Morgenstern, Ferdinand von (1873–1958), deutscher Chemiker und Gründer einer Privatschule
- Morgenstern, Frank (* 1950), deutscher Fußballspieler
- Morgenstern, Franz von (1787–1869), deutscher Offizier, Mitglied der braunschweigischen Landesversammlung, Direktor des Kriegskollegiums
- Morgenstern, Friedel (* 1993), deutsche SynchronsprecherinFriedel Morgenstern (* 1993)

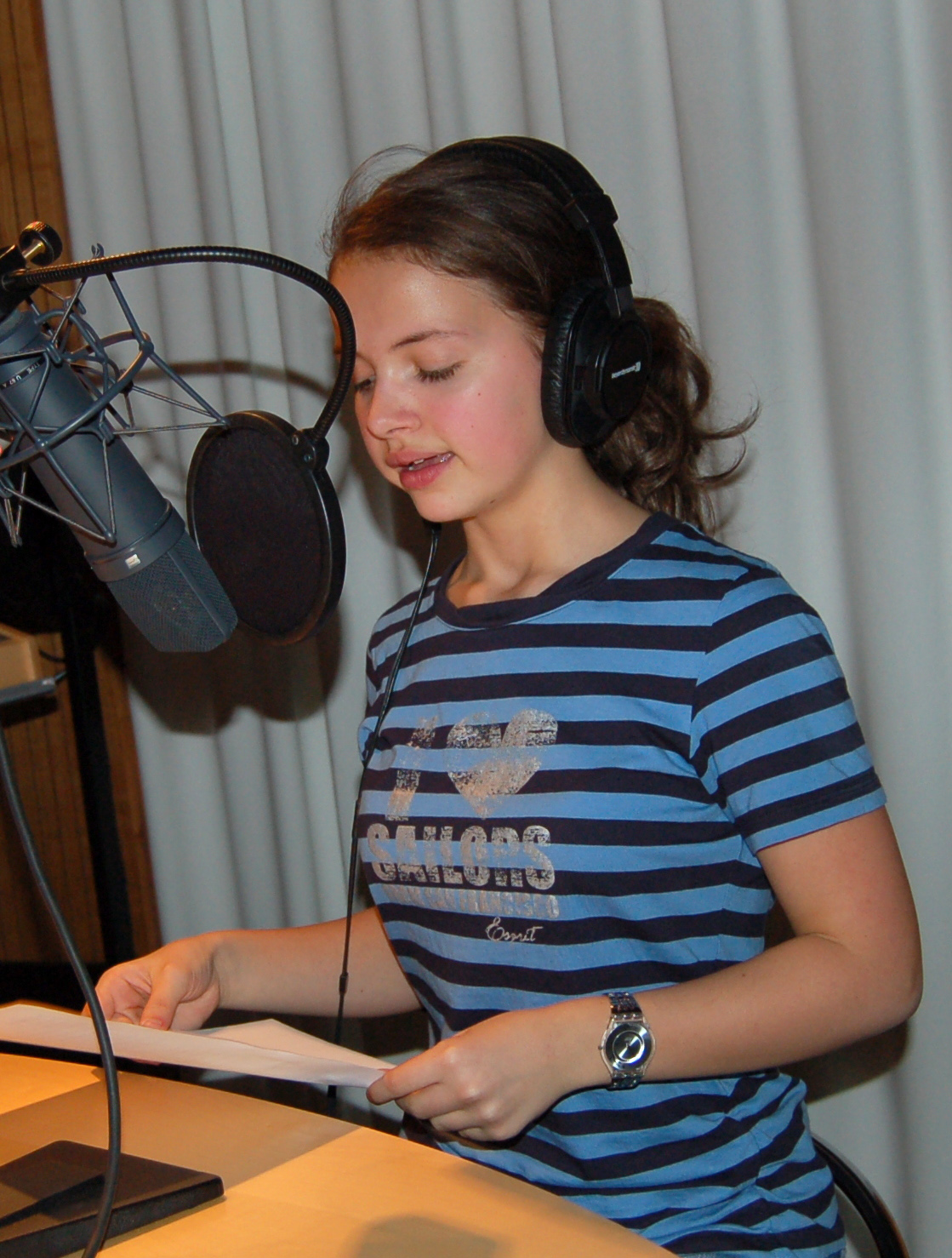
Friedel Morgenstern (* 1993)

- Morgenstern, Friedrich Leopold (1799–1852), deutscher Orgelbauer in der Niederlausitz
- Morgenstern, Friedrich Simon (1727–1782), deutscher Mediziner
- Morgenstern, Georg (1892–1975), deutscher Philosoph und Hochschullehrer
- Morgenstern, Gustav (1867–1947), deutscher Journalist und Übersetzer
- Morgenstern, Hans (1905–1965), österreichischer Handelskaufmann und Dramatiker
- Morgenstern, Hans Dieter (1935–2001), deutscher Politiker (CDU), MdL
- Morgenstern, Heinz (1917–1980), deutscher Jurist und Politiker (SPD), MdL, MdB
- Morgenstern, Herbert (* 1913), deutscher Widerstandskämpfer und Leiter im DDR-Post- und Fernmeldewesen
- Morgenstern, Horst (1921–1993), deutscher Maler und Grafiker
- Morgenstern, Jacqueline (1932–1945), jüdisches Mädchen, Opfer des Holocaust
- Morgenstern, Janusz (1922–2011), polnischer Filmregisseur und Filmproduzent
- Morgenstern, Jens (* 1965), deutscher Rennrodeltrainer und Sportfunktionär
- Morgenstern, Jens-Peter (* 1951), deutscher Musiker und Komponist
- Morgenstern, Johann Christoph (1697–1767), deutscher Maler
- Morgenstern, Johann Ernst, Mediziner, Sächsischer Hofmedicus und Mitglied der Gelehrtenakademie Leopoldina
- Morgenstern, Johann Friedrich (1777–1844), deutscher Architektur- und Landschaftsmaler, Radierer und Gemälderestaurator
- Morgenstern, Johann Ludwig Ernst (1738–1819), deutscher Gemälde-Restaurator, Radierer und Maler
- Morgenstern, Johann Melchior von (1733–1789), preußischer Oberst und Kommandeur im Infanterieregiment Nr. 1
- Morgenstern, Johanna Katharina (1748–1796), deutsche Schriftstellerin
- Morgenstern, Karina (* 1968), deutsche Physikerin und Hochschullehrerin
- Morgenstern, Karl (1770–1852), deutscher Philologe und Bibliothekar
- Morgenstern, Klaus (1939–2012), deutscher Fotograf und Bildjournalist
- Morgenstern, Kurt (1861–1945), sächsischer Amts- und Kreishauptmann
- Morgenstern, Lennart, deutscher Puppenspieler
- Morgenstern, Leopold von (1790–1864), deutscher Jurist, wirklicher Geheimer Rat, Regierungs- und Konsistorialpräsident in Dessau
- Morgenstern, Lina (1830–1909), deutsche Schriftstellerin, Frauenrechtlerin und SozialaktivistinLina Morgenstern (1830–1909)

Lina Morgenstern (1830–1909)

- Morgenstern, Lisa, deutsch-bulgarische Pianistin, Sängerin und Komponistin
- Morgenstern, Luise (* 1932), deutsche Politikerin (SPD), MdV, MdB
- Morgenstern, Lydia (* 1989), deutsche Synchronsprecherin
- Morgenstern, Maia (* 1962), rumänische Schauspielerin
- Morgenstern, Marco (* 1972), deutscher Biathlet
- Morgenstern, Margareta (1879–1968), deutsche Anthroposophin, Ehefrau und Nachlasspflegerin von Christian Morgenstern
- Morgenstern, Marie (1827–1908), deutsche Schriftstellerin und Übersetzerin
- Morgenstern, Marion (* 1952), deutsche Politikerin (SED, PDS), MdV, MdB
- Morgenstern, Martin (* 1953), deutscher Philosoph und Autor
- Morgenstern, Martin (* 1982), österreichischer Fußballspieler
- Morgenstern, Matthew (* 1968), israelischer Linguist
- Morgenstern, Matthias (* 1959), deutscher Judaist, Religionswissenschaftler und Hochschullehrer
- Morgenstern, Michael (* 2006), österreichischer Fußballspieler
- Morgenstern, Mike (* 1939), US-amerikanischer Jazzmusiker
- Morgenstern, Miriam (* 1987), deutsche Schauspielerin und Sängerin
- Morgenstern, Norbert R. (* 1935), kanadischer Bauingenieur
- Morgenstern, Oskar (1902–1977), gebürtiger deutscher Wirtschaftswissenschaftler
- Morgenstern, Ralph (* 1956), deutscher Moderator, Musiker und SchauspielerRalph Morgenstern (* 1956)

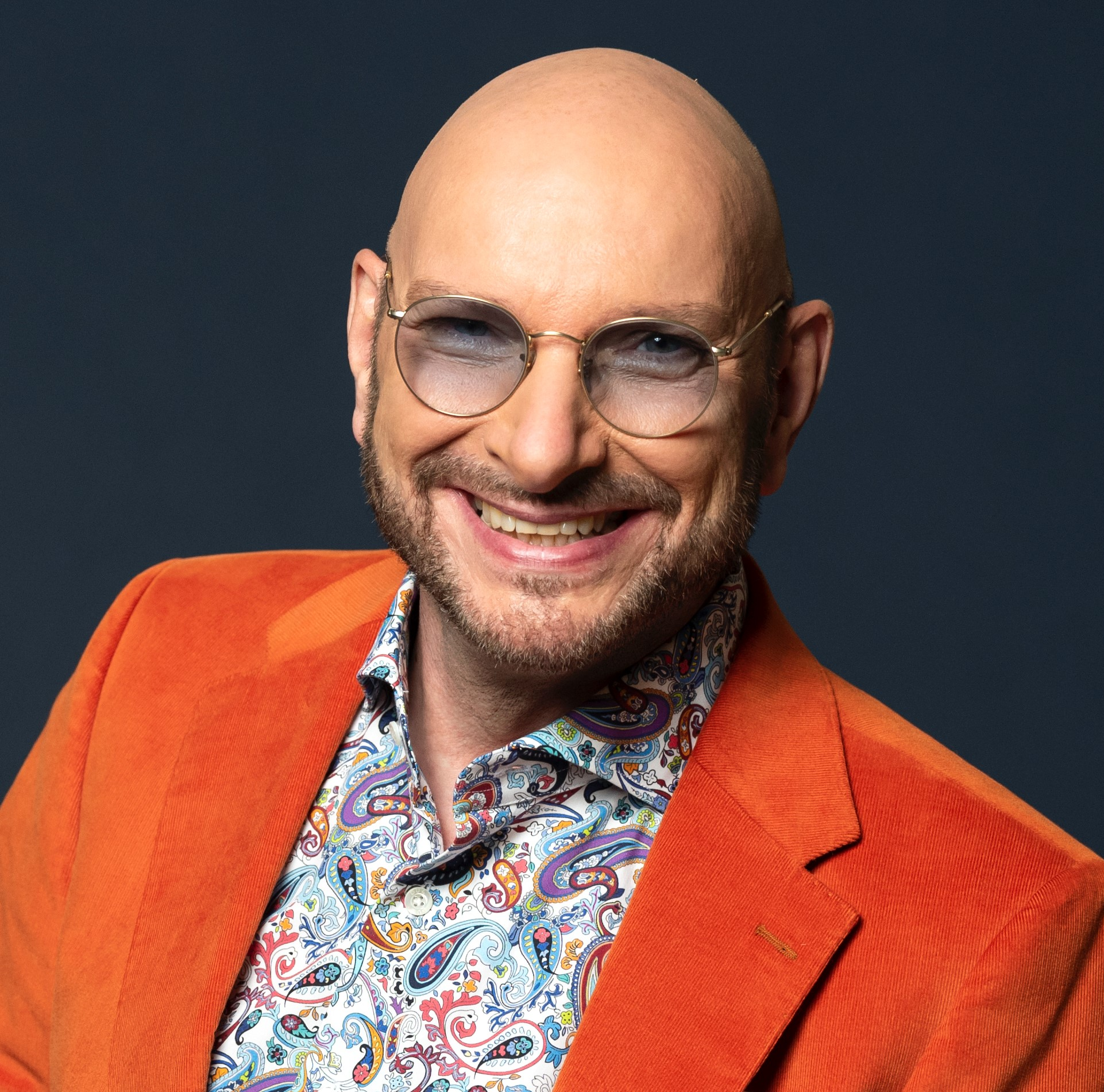
Ralph Morgenstern (* 1956)

- Morgenstern, Reinhard (* 1942), deutscher Physiker
- Morgenstern, Salomo Jakob (1708–1785), deutscher Historiker, Geograph und Hofnarr
- Morgenstern, Samuel (1875–1943), österreichischer Geschäftsmann und ein Geschäftspartner des jungen Hitler
- Morgenstern, Sandro (* 2006), österreichischer Fußballspieler
- Morgenstern, Soma (1890–1976), österreichischer Schriftsteller
- Morgenstern, Sonja (* 1955), deutsche Eiskunstläuferin und Eiskunstlauftrainerin
- Morgenstern, Stefan (* 1960), deutscher Bühnen- und Kostümbildner
- Morgenstern, Stephan (* 1951), deutscher Fotograf
- Morgenstern, Susie (* 1945), französische Kinder- und Jugendbuchautorin
- Morgenstern, Thomas (* 1986), österreichischer Skispringer
- Morgenstern, Thomas B. (* 1952), deutscher Diplom-Biologe, Bio-Landwirt, Autor und bildender Künstler
- Morgenstern, Tobias (* 1960), deutscher Akkordeonist, Komponist und Gründer des Theater am RandTobias Morgenstern (* 1960)

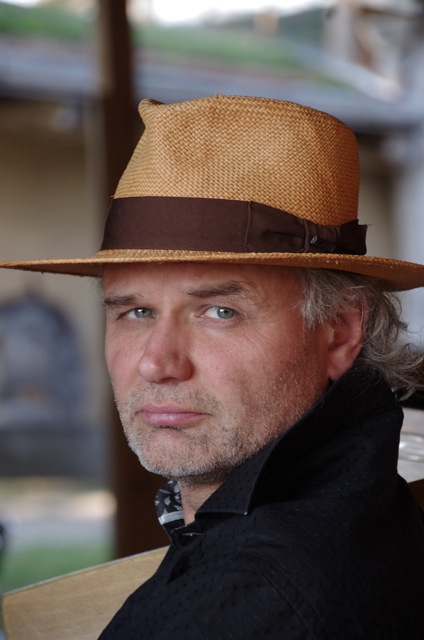
Tobias Morgenstern (* 1960)

- Morgenstern, Tommy (* 1974), deutscher Synchronsprecher und Sänger
- Morgenstern, Ulf (* 1978), deutscher Historiker
- Morgenstern, Ulrich (* 1964), deutscher Musikwissenschaftler
- Morgenstern-Döring, Max (1858–1931), sächsischer Generalleutnant
- Morgenstierne, Bredo Henrik von Munthe af (1774–1835), dänisch-norwegischer Jurist
- Morgental, Michael (* 1943), deutscher Schriftsteller und Übersetzer
- Morgentaler, Henry (1923–2013), kanadischer Arzt und Aktivist für das Recht auf Abtreibung
- Morgenthal, Hans (1914–1983), deutscher Nachrichtendienstler, Führungsoffizier bei der Hauptverwaltung A des Nachrichtendienstes der DDR
- Morgenthaler García, Laura (* 1979), deutsche Literaturwissenschaftler für Romanische Philologie
- Morgenthaler, Andrea (* 1957), deutsche Regisseurin und Drehbuchautorin
- Morgenthaler, Bernhard (* 1987), österreichischer Fußballspieler
- Morgenthaler, Christoph (* 1946), Schweizer evangelischer Theologe
- Morgenthaler, Clemens (* 1973), deutscher Bassbariton
- Morgenthaler, Ernst (1887–1962), Schweizer Maler
- Morgenthaler, Fritz (1919–1984), Schweizer Psychoanalytiker und Autor
- Morgenthaler, Gerd (* 1962), deutscher Rechtswissenschaftler
- Morgenthaler, Hans (1890–1928), Schweizer Schriftsteller, Geologe und Alpinist
- Morgenthaler, Jürg (* 1953), Schweizer Jazzmusiker (Altsaxophon, Klarinette)
- Morgenthaler, Max (1901–1980), Schweizer Lebensmittelchemiker
- Morgenthaler, Patricia (* 1972), deutsche Designerin, Fachjournalistin, Fotografin, Wohnexpertin und Sachbuchautorin
- Morgenthaler, Robert (1918–2010), Schweizer Handballspieler
- Morgenthaler, Robert (* 1952), Schweizer Jazzmusiker (Posaunist) und -Komponist
- Morgenthaler, Rudolf (1916–1986), Schweizer Handballspieler
- Morgenthaler, Sasha (1893–1975), Schweizer Puppenmacherin
- Morgenthaler, Walter (1882–1965), Schweizer Psychiater und Psychotherapeut
- Morgenthaler, Wendelin (1888–1963), deutscher Pädagoge und Politiker (CDU), MdB
- Morgenthau, Hans Joachim (1904–1980), deutscher Jurist und Politikwissenschaftler
- Morgenthau, Henry (1891–1967), US-amerikanischer PolitikerHenry Morgenthau (1891–1967)

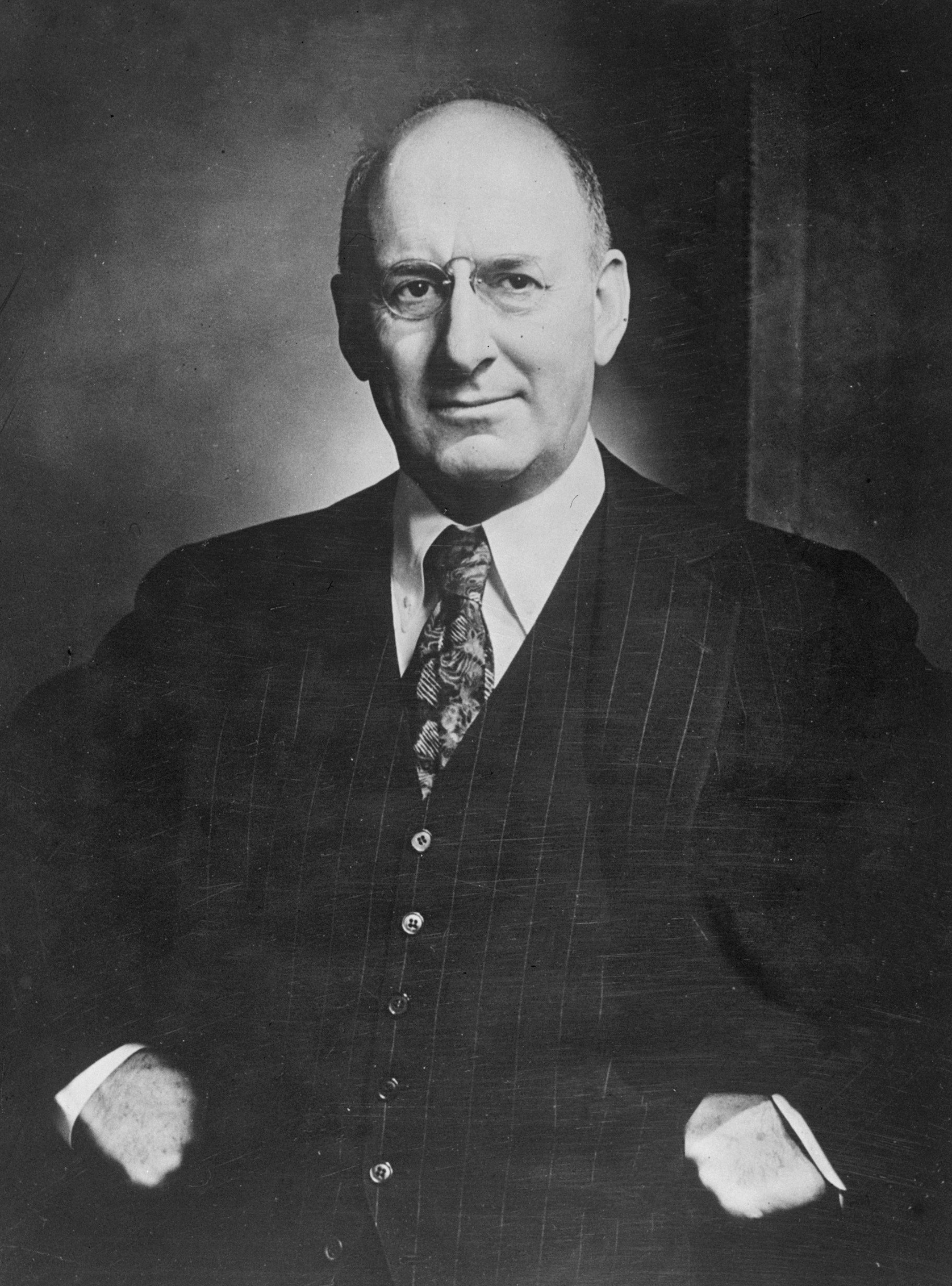
Henry Morgenthau (1891–1967)

- Morgenthau, Henry senior (1856–1946), US-amerikanischer Diplomat und Unternehmer
- Morgenthau, Kramer (* 1966), US-amerikanischer Kameramann
- Morgenthau, Robert M. (1919–2019), US-amerikanischer JuristRobert M. Morgenthau (1919–2019)

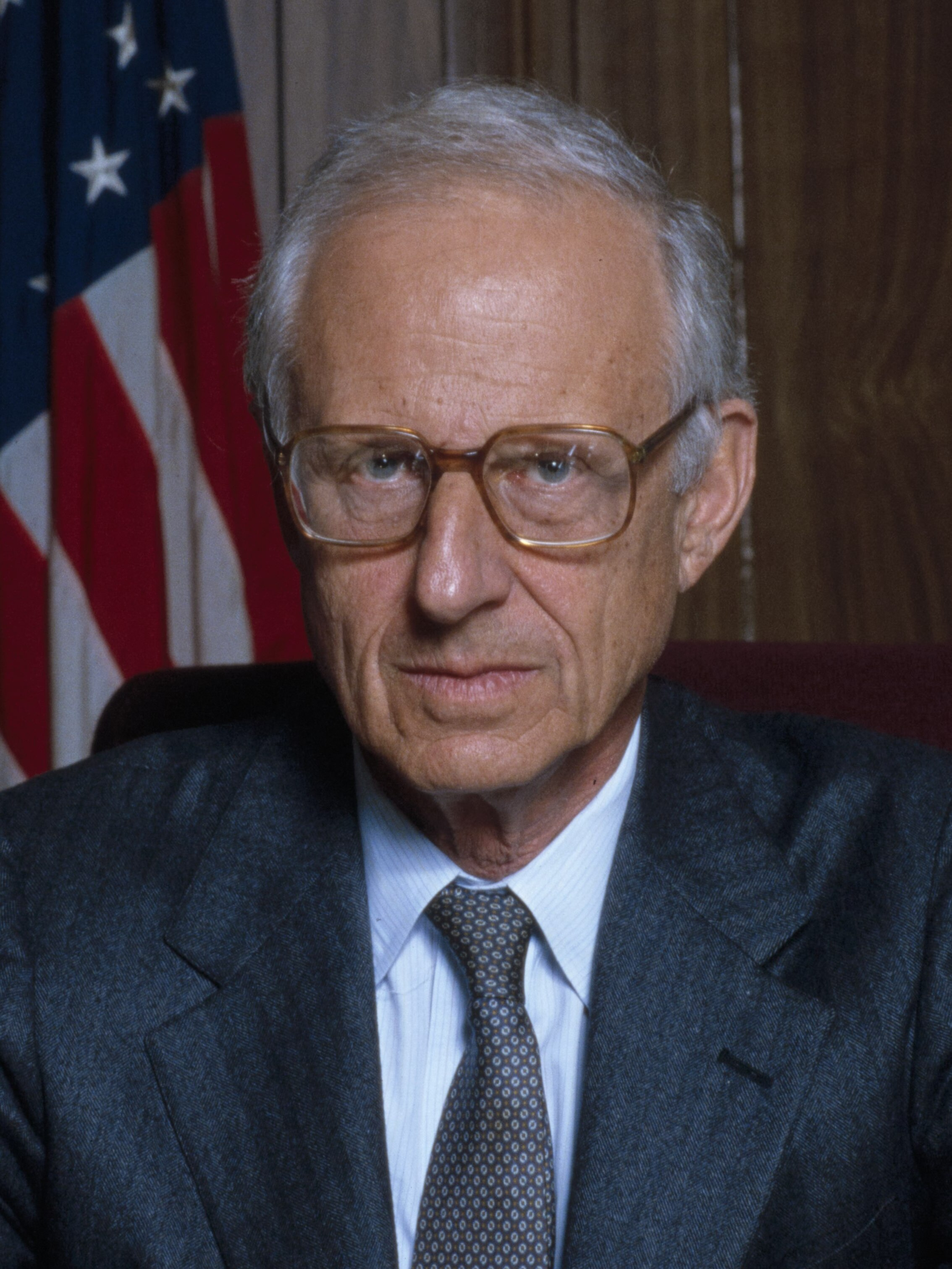
Robert M. Morgenthau (1919–2019)

- Morgenweck, Günther (1909–1944), deutscher Pflanzenbau- und Grünlandwissenschaftler
- Morger, Meinrad (* 1957), Schweizer Architekt und Hochschullehrer
- Morger, Peter (1955–2002), Schweizer Schriftsteller
- Morger, Silvio (* 1984), Schweizer Jazzschlagzeuger
- Morgera, Elisa (* 1977), italienische Rechtswissenschaftlerin

### Morgg
- Morggán, 2. Earl of Mar, schottischer Adeliger

### Morgh
- Morghen, Raffaello (1758–1833), italienischer Kupferstecher und Radierer
- Morghen, Raffaello (1896–1983), italienischer Historiker

### Morgi
- Morgina, Anna Alexandrowna (* 1991), russische Tennisspielerin

### Morgn
- Morgner, Christoph (* 1943), deutscher Theologe und Buchautor
- Morgner, Edwin (1884–1943), deutscher Politiker, Mitbegründer der KPD
- Morgner, Gertrud (1887–1978), deutsche Politikerin, Mitbegründerin der KPD
- Morgner, Günter (1933–2013), deutscher Bildhauer
- Morgner, Irmtraud (1933–1990), deutsche Schriftstellerin
- Morgner, Martin (* 1948), deutscher Schriftsteller und Historiker
- Morgner, Michael (* 1942), deutscher freischaffender Künstler
- Morgner, Uwe (* 1967), deutscher Physiker
- Morgner, Wilhelm (1891–1917), deutscher Maler des ExpressionismusWilhelm Morgner (1891–1917)

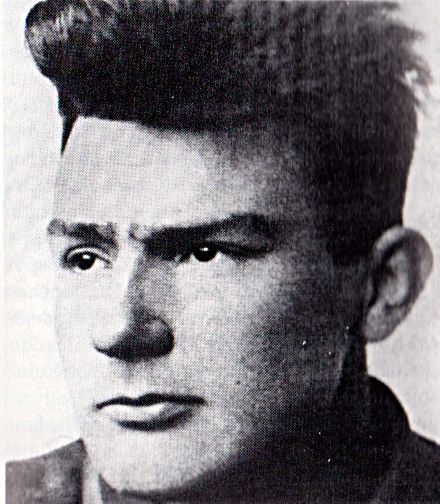
Wilhelm Morgner (1891–1917)

### Morgo
- Morgošová, Karin (* 1991), slowakische Tennisspielerin
- Morgowski, Mia, deutsche Schriftstellerin

### Morgr
- Morgridge, John (* 1933), US-amerikanischer Manager

### Morgu
- Morgues, Mathieu de (1582–1670), französischer Jesuit und politischer Schriftsteller
- Morgulina, Nina (* 1956), sowjetische Hürdenläuferin
- Morgunow, Jewgeni Alexandrowitsch (1927–1999), russischer Schauspieler, Autor, Regisseur und Produzent
- Morgunow, Nikita Leonidowitsch (* 1975), russischer Basketballspieler
- Morgunow, Roman (* 1982), russisch-bulgarischer Eishockeyspieler und -trainer
- Morgunow, Timur Igorewitsch (* 1996), russischer Leichtathlet
- Morgunowa, Ljubow Wassiljewna (* 1971), russische Marathonläuferin